# Liga3 2025 (Perú)
La Liga3 de Fútbol Profesional del Perú 2025, conocida como Liga3 2025 y por razones de patrocinio como Liga3 Joma 2025, es la primera edición de la Tercera División del Perú, la primera bajo la denominación de Liga3 y la primera bajo el patrocinio de Joma.
Es la primera edición de la Tercera División del fútbol peruano en paralelo de la Copa Perú como formato de ascenso y descenso, la cual ahora pasó a ser una categoría más baja de forma nominal dentro del escalafón del fútbol peruano.
En esta edición participarán 37 clubes: los 4 descendidos de  Liga2 2024, 25 equipos provenientes de la Copa Perú 2024 y los 8 cuartofinalistas del Torneo de Reservas 2024.

## Sistema
La Federación Peruana de Fútbol, establece el siguiente formato para el funcionamiento de la Liga3.

### Fase Regional
Los 37 equipos serán divididos en 4 grupos (Grupo 1, Grupo 2, Grupo 3, Grupo 4), de 9 o 10 integrantes, dependiendo la distribución geográfica y la conectividad donde se ubique cada club. El formato será un todo contra todos a través de 2 ruedas de ida y vuelta, donde los 4 primeros de cada grupo (16 en total) avanzarán a la siguiente fase del torneo.

### Fase Final
Los 16 equipos clasificados desde la fase regular serán distribuidos en 4 grupos de la siguiente forma:
- Grupo A: 1º Grupo 1, 2º Grupo 2, 3º Grupo 1, 4º Grupo 2.
- Grupo B: 1º Grupo 2, 2º Grupo 1, 3º Grupo 2, 4º Grupo 1.
- Grupo C: 1º Grupo 3, 2º Grupo 4, 3º Grupo 3, 4º Grupo 4.
- Grupo D: 1º Grupo 4, 2º Grupo 3, 3º Grupo 4, 4º Grupo 3.

Para el inicio de esta fase tanto los equipos que ocuparon el 1º y 2º lugar en sus respectivos grupos (Fase Regional) obtendrán una bonificación de +2 puntos y +1 punto respectivamente. Se jugará un total de 6 fechas por grupo (ida y vuelta). El 1º y 2º de cada grupo (8 en total) avanzarán a la play-offs del torneo.

### Play-offs
Conformada por 3 etapas, las cuales definirán al equipo que ascenderá de forma directa y al que jugará un repechaje por el ascenso.
Cuartos de final:
- Se enfrentarán en llaves de ida y vuelta, siendo locales en el partido de ida los 2º de los grupos:
  - Llave 1: 1º Grupo A vs. 2º Grupo B
  - Llave 2: 1º Grupo B vs. 2º Grupo A
  - Llave 3: 1º Grupo C vs. 2º Grupo D
  - Llave 4: 1º Grupo D vs. 2º Grupo C
- Los ganadores de dichas llaves clasificarán a semifinales.

Semifinales:
- Se enfrentarán en llaves de ida y vuelta, siendo locales en el partido de vuelta los mejores ubicados en la Tabla de Posiciones Acumulada Única.
  - Semifinal 1: Ganador Llave 1 vs. Ganador Llave 2
  - Semifinal 2: Ganador Llave 3 vs. Ganador Llave 4
- Los ganadores de dichas llaves clasificarán a la final.

Final:
- Se enfrentarán en una llave de ida y vuelta, siendo local en el partido de vuelta el mejor ubicado en la Tabla de Posiciones Acumulada Única.
  - Semifinal 1 vs.Semifinal 2
- El ganador de este encuentro será proclamado campeón de la Liga3 y ascenderá a la Liga2 2026. Por otro lado, el subcampeón jugará un repechaje por el ascenso ante el subcampeón de la Copa Perú 2025 por el tercer ascenso a la Liga2 2026.

En todos los casos, en caso de empate en el global de goles, el ganador será definido por medio de los penales.

### Descenso a Copa Perú
Los últimos de cada grupo de la Fase Regional descenderán de categoría y disputarán la Copa Perú 2026.

### Clubes participantes
Se define que ningún club de reserva podrá competir en la misma categoría que el club principal, ni tendrá el derecho a optar por el ascenso a la división en el que se encuentre (Liga1 o Liga2). En caso de que el club principal descienda a la misma categoria del club de reserva, este último descenderá automáticamente a la categoría inmediata inferior.

## Ascensos y descensos
Un total de 37 equipos participarán en el torneo. 25 de ellos provenieron de la Copa Perú 2024 que clasificó al equipo mejor ubicado en la Etapa Nacional de cada departamento del país, a excepción de los finalistas del torneo (Cajamarca y Tacna), donde se otorgó el cupo respectivo al segundo mejor ubicado. Además, participarán los cuartofinalistas del Torneo de Reservas 2024 y los cuatro equipos descendidos de la Liga2 2024.
| Pos. | Descendidos de la Liga2 2024 |
| ---- | ---------------------------- |
| GD.  | Carlos Stein                 |
| Des. | Juan Aurich                  |
| Des. | Unión Huaral                 |
| Des. | Deportivo Municipal          |

| Pos.   | Ascendidos de la Copa Perú 2024 |
| ------ | ------------------------------- |
| 1° Ama | Unión Santo Domingo             |
| 1° Anc | Centro Social Pariacoto         |
| 1° Apu | Defensor José María Arguedas    |
| 1° Are | Nacional FBC                    |
| 1° Aya | Nuevo San Cristóbal             |
| 2° Caj | Cultural Volante                |
| 1° Cal | Amazon Callao                   |
| 1° Cus | Juventud Alfa                   |
| 1° Hcv | UDA                             |
| 1° Hnc | Construcción Civil              |
| 1° Ica | Juventud Santo Domingo          |
| 1° Jun | Deportivo Municipal (Pangoa)    |
| 1° LL  | Juventus FC                     |

| Pos.   | Ascendidos de la Copa Perú 2024 |
| ------ | ------------------------------- |
| 1° Lam | Deportivo Lute                  |
| 1° Lim | Pacífico FC SMP                 |
| 1° Lor | Estudiantil CNI                 |
| 1° MD  | Alto Rendimiento                |
| 1° Moq | FCR San Antonio                 |
| 1° Pas | Ecosem Pasco                    |
| 1° Piu | Juventud Cautivo                |
| 1° Pun | Diablos Rojos                   |
| 1° SM  | Deportivo Ucrania               |
| 2° Tac | Patriotas FC                    |
| 1° Tum | Sport Bolognesi                 |
| 1° Uca | Rauker FC                       |

| Pos. | Clasificados del Torneo de Reservas 2024 |
| ---- | ---------------------------------------- |
| Cua. | Universitario II                         |
| Cua. | U. César Vallejo II                      |
| Cua. | FBC Melgar II                            |
| Cua. | Alianza Lima II                          |

| Pos. | Clasificados del Torneo de Reservas 2024 |
| ---- | ---------------------------------------- |
| Cua. | Cienciano II                             |
| Cua. | Sport Boys II                            |
| Cua. | Sport Huancayo II                        |
| Cua. | ADT II                                   |

## Geolocalización
Participarán 37 equipos en total, con al menos uno por región, destacando Lima como el departamento con mayor representación, con 5 equipos.
| Equipos por departamentos | Equipos por departamentos | Equipos por departamentos                                                              | Equipos por departamentos |
| Departamento              | N.º                       | Equipos                                                                                | Mapa |
| ------------------------- | ------------------------- | -------------------------------------------------------------------------------------- | --- |
| Lima                      | 5                         | Alianza Lima II, Deportivo Municipal, Pacífico FC SMP, Unión Huaral y Universitario II | Unión Huaral Dep. Municipal · Pacífico FC SMP Alianza Lima II · Universitario II Carlos Stein · Deportivo Lute · Juan Aurich FBC Melgar II Cienciano II · Juventud Alfa Cultural Volante Defensor JMA Nuevo San Cristóbal FCR San Antonio Sport Huancayo II ADT II Municipal Pangoa Construcción Civil Diablos Rojos Juv. Santo Domingo UDA Alto Rendimiento Patriotas FC Estudiantil CNI Centro Social Ecosem Rauker FC Deportivo Ucrania U. César Vallejo II Unión Santo Domingo Juventud Cautivo Sport Bolognesi Amazon Callao Sport Boys II Nacional FBC Juventus FC Localización de los equipos de la Tercera División de 2025 · Grupo 1; Grupo 2; Grupo 3; Grupo 4 |
| Junín                     | 3                         | ADT II, Dep. Municipal (P) y Sport Huancayo II                                         | Unión Huaral Dep. Municipal · Pacífico FC SMP Alianza Lima II · Universitario II Carlos Stein · Deportivo Lute · Juan Aurich FBC Melgar II Cienciano II · Juventud Alfa Cultural Volante Defensor JMA Nuevo San Cristóbal FCR San Antonio Sport Huancayo II ADT II Municipal Pangoa Construcción Civil Diablos Rojos Juv. Santo Domingo UDA Alto Rendimiento Patriotas FC Estudiantil CNI Centro Social Ecosem Rauker FC Deportivo Ucrania U. César Vallejo II Unión Santo Domingo Juventud Cautivo Sport Bolognesi Amazon Callao Sport Boys II Nacional FBC Juventus FC Localización de los equipos de la Tercera División de 2025 · Grupo 1; Grupo 2; Grupo 3; Grupo 4 |
| Lambayeque                | 3                         | Carlos Stein, Deportivo Lute y Juan Aurich                                             | Unión Huaral Dep. Municipal · Pacífico FC SMP Alianza Lima II · Universitario II Carlos Stein · Deportivo Lute · Juan Aurich FBC Melgar II Cienciano II · Juventud Alfa Cultural Volante Defensor JMA Nuevo San Cristóbal FCR San Antonio Sport Huancayo II ADT II Municipal Pangoa Construcción Civil Diablos Rojos Juv. Santo Domingo UDA Alto Rendimiento Patriotas FC Estudiantil CNI Centro Social Ecosem Rauker FC Deportivo Ucrania U. César Vallejo II Unión Santo Domingo Juventud Cautivo Sport Bolognesi Amazon Callao Sport Boys II Nacional FBC Juventus FC Localización de los equipos de la Tercera División de 2025 · Grupo 1; Grupo 2; Grupo 3; Grupo 4 |
| Arequipa                  | 2                         | FBC Melgar II y Nacional FBC                                                           | Unión Huaral Dep. Municipal · Pacífico FC SMP Alianza Lima II · Universitario II Carlos Stein · Deportivo Lute · Juan Aurich FBC Melgar II Cienciano II · Juventud Alfa Cultural Volante Defensor JMA Nuevo San Cristóbal FCR San Antonio Sport Huancayo II ADT II Municipal Pangoa Construcción Civil Diablos Rojos Juv. Santo Domingo UDA Alto Rendimiento Patriotas FC Estudiantil CNI Centro Social Ecosem Rauker FC Deportivo Ucrania U. César Vallejo II Unión Santo Domingo Juventud Cautivo Sport Bolognesi Amazon Callao Sport Boys II Nacional FBC Juventus FC Localización de los equipos de la Tercera División de 2025 · Grupo 1; Grupo 2; Grupo 3; Grupo 4 |
| Callao                    | 2                         | Amazon Callao FC y Sport Boys II                                                       | Unión Huaral Dep. Municipal · Pacífico FC SMP Alianza Lima II · Universitario II Carlos Stein · Deportivo Lute · Juan Aurich FBC Melgar II Cienciano II · Juventud Alfa Cultural Volante Defensor JMA Nuevo San Cristóbal FCR San Antonio Sport Huancayo II ADT II Municipal Pangoa Construcción Civil Diablos Rojos Juv. Santo Domingo UDA Alto Rendimiento Patriotas FC Estudiantil CNI Centro Social Ecosem Rauker FC Deportivo Ucrania U. César Vallejo II Unión Santo Domingo Juventud Cautivo Sport Bolognesi Amazon Callao Sport Boys II Nacional FBC Juventus FC Localización de los equipos de la Tercera División de 2025 · Grupo 1; Grupo 2; Grupo 3; Grupo 4 |
| Cusco                     | 2                         | Cienciano II y Juventud Alfa                                                           | Unión Huaral Dep. Municipal · Pacífico FC SMP Alianza Lima II · Universitario II Carlos Stein · Deportivo Lute · Juan Aurich FBC Melgar II Cienciano II · Juventud Alfa Cultural Volante Defensor JMA Nuevo San Cristóbal FCR San Antonio Sport Huancayo II ADT II Municipal Pangoa Construcción Civil Diablos Rojos Juv. Santo Domingo UDA Alto Rendimiento Patriotas FC Estudiantil CNI Centro Social Ecosem Rauker FC Deportivo Ucrania U. César Vallejo II Unión Santo Domingo Juventud Cautivo Sport Bolognesi Amazon Callao Sport Boys II Nacional FBC Juventus FC Localización de los equipos de la Tercera División de 2025 · Grupo 1; Grupo 2; Grupo 3; Grupo 4 |
| La Libertad               | 2                         | Juventus FC y UCV II                                                                   | Unión Huaral Dep. Municipal · Pacífico FC SMP Alianza Lima II · Universitario II Carlos Stein · Deportivo Lute · Juan Aurich FBC Melgar II Cienciano II · Juventud Alfa Cultural Volante Defensor JMA Nuevo San Cristóbal FCR San Antonio Sport Huancayo II ADT II Municipal Pangoa Construcción Civil Diablos Rojos Juv. Santo Domingo UDA Alto Rendimiento Patriotas FC Estudiantil CNI Centro Social Ecosem Rauker FC Deportivo Ucrania U. César Vallejo II Unión Santo Domingo Juventud Cautivo Sport Bolognesi Amazon Callao Sport Boys II Nacional FBC Juventus FC Localización de los equipos de la Tercera División de 2025 · Grupo 1; Grupo 2; Grupo 3; Grupo 4 |
| Amazonas                  | 1                         | Unión Santo Domingo                                                                    | Unión Huaral Dep. Municipal · Pacífico FC SMP Alianza Lima II · Universitario II Carlos Stein · Deportivo Lute · Juan Aurich FBC Melgar II Cienciano II · Juventud Alfa Cultural Volante Defensor JMA Nuevo San Cristóbal FCR San Antonio Sport Huancayo II ADT II Municipal Pangoa Construcción Civil Diablos Rojos Juv. Santo Domingo UDA Alto Rendimiento Patriotas FC Estudiantil CNI Centro Social Ecosem Rauker FC Deportivo Ucrania U. César Vallejo II Unión Santo Domingo Juventud Cautivo Sport Bolognesi Amazon Callao Sport Boys II Nacional FBC Juventus FC Localización de los equipos de la Tercera División de 2025 · Grupo 1; Grupo 2; Grupo 3; Grupo 4 |
| Áncash                    | 1                         | Centro Social Pariacoto                                                                | Unión Huaral Dep. Municipal · Pacífico FC SMP Alianza Lima II · Universitario II Carlos Stein · Deportivo Lute · Juan Aurich FBC Melgar II Cienciano II · Juventud Alfa Cultural Volante Defensor JMA Nuevo San Cristóbal FCR San Antonio Sport Huancayo II ADT II Municipal Pangoa Construcción Civil Diablos Rojos Juv. Santo Domingo UDA Alto Rendimiento Patriotas FC Estudiantil CNI Centro Social Ecosem Rauker FC Deportivo Ucrania U. César Vallejo II Unión Santo Domingo Juventud Cautivo Sport Bolognesi Amazon Callao Sport Boys II Nacional FBC Juventus FC Localización de los equipos de la Tercera División de 2025 · Grupo 1; Grupo 2; Grupo 3; Grupo 4 |
| Apurímac                  | 1                         | Def. José María Arguedas                                                               | Unión Huaral Dep. Municipal · Pacífico FC SMP Alianza Lima II · Universitario II Carlos Stein · Deportivo Lute · Juan Aurich FBC Melgar II Cienciano II · Juventud Alfa Cultural Volante Defensor JMA Nuevo San Cristóbal FCR San Antonio Sport Huancayo II ADT II Municipal Pangoa Construcción Civil Diablos Rojos Juv. Santo Domingo UDA Alto Rendimiento Patriotas FC Estudiantil CNI Centro Social Ecosem Rauker FC Deportivo Ucrania U. César Vallejo II Unión Santo Domingo Juventud Cautivo Sport Bolognesi Amazon Callao Sport Boys II Nacional FBC Juventus FC Localización de los equipos de la Tercera División de 2025 · Grupo 1; Grupo 2; Grupo 3; Grupo 4 |
| Ayacucho                  | 1                         | Nuevo San Cristóbal                                                                    | Unión Huaral Dep. Municipal · Pacífico FC SMP Alianza Lima II · Universitario II Carlos Stein · Deportivo Lute · Juan Aurich FBC Melgar II Cienciano II · Juventud Alfa Cultural Volante Defensor JMA Nuevo San Cristóbal FCR San Antonio Sport Huancayo II ADT II Municipal Pangoa Construcción Civil Diablos Rojos Juv. Santo Domingo UDA Alto Rendimiento Patriotas FC Estudiantil CNI Centro Social Ecosem Rauker FC Deportivo Ucrania U. César Vallejo II Unión Santo Domingo Juventud Cautivo Sport Bolognesi Amazon Callao Sport Boys II Nacional FBC Juventus FC Localización de los equipos de la Tercera División de 2025 · Grupo 1; Grupo 2; Grupo 3; Grupo 4 |
| Cajamarca                 | 1                         | Cultural Volante                                                                       | Unión Huaral Dep. Municipal · Pacífico FC SMP Alianza Lima II · Universitario II Carlos Stein · Deportivo Lute · Juan Aurich FBC Melgar II Cienciano II · Juventud Alfa Cultural Volante Defensor JMA Nuevo San Cristóbal FCR San Antonio Sport Huancayo II ADT II Municipal Pangoa Construcción Civil Diablos Rojos Juv. Santo Domingo UDA Alto Rendimiento Patriotas FC Estudiantil CNI Centro Social Ecosem Rauker FC Deportivo Ucrania U. César Vallejo II Unión Santo Domingo Juventud Cautivo Sport Bolognesi Amazon Callao Sport Boys II Nacional FBC Juventus FC Localización de los equipos de la Tercera División de 2025 · Grupo 1; Grupo 2; Grupo 3; Grupo 4 |
| Huancavelica              | 1                         | UDA                                                                                    | Unión Huaral Dep. Municipal · Pacífico FC SMP Alianza Lima II · Universitario II Carlos Stein · Deportivo Lute · Juan Aurich FBC Melgar II Cienciano II · Juventud Alfa Cultural Volante Defensor JMA Nuevo San Cristóbal FCR San Antonio Sport Huancayo II ADT II Municipal Pangoa Construcción Civil Diablos Rojos Juv. Santo Domingo UDA Alto Rendimiento Patriotas FC Estudiantil CNI Centro Social Ecosem Rauker FC Deportivo Ucrania U. César Vallejo II Unión Santo Domingo Juventud Cautivo Sport Bolognesi Amazon Callao Sport Boys II Nacional FBC Juventus FC Localización de los equipos de la Tercera División de 2025 · Grupo 1; Grupo 2; Grupo 3; Grupo 4 |
| Huánuco                   | 1                         | Construcción Civil                                                                     | Unión Huaral Dep. Municipal · Pacífico FC SMP Alianza Lima II · Universitario II Carlos Stein · Deportivo Lute · Juan Aurich FBC Melgar II Cienciano II · Juventud Alfa Cultural Volante Defensor JMA Nuevo San Cristóbal FCR San Antonio Sport Huancayo II ADT II Municipal Pangoa Construcción Civil Diablos Rojos Juv. Santo Domingo UDA Alto Rendimiento Patriotas FC Estudiantil CNI Centro Social Ecosem Rauker FC Deportivo Ucrania U. César Vallejo II Unión Santo Domingo Juventud Cautivo Sport Bolognesi Amazon Callao Sport Boys II Nacional FBC Juventus FC Localización de los equipos de la Tercera División de 2025 · Grupo 1; Grupo 2; Grupo 3; Grupo 4 |
| Ica                       | 1                         | Juventud Santo Domingo                                                                 | Unión Huaral Dep. Municipal · Pacífico FC SMP Alianza Lima II · Universitario II Carlos Stein · Deportivo Lute · Juan Aurich FBC Melgar II Cienciano II · Juventud Alfa Cultural Volante Defensor JMA Nuevo San Cristóbal FCR San Antonio Sport Huancayo II ADT II Municipal Pangoa Construcción Civil Diablos Rojos Juv. Santo Domingo UDA Alto Rendimiento Patriotas FC Estudiantil CNI Centro Social Ecosem Rauker FC Deportivo Ucrania U. César Vallejo II Unión Santo Domingo Juventud Cautivo Sport Bolognesi Amazon Callao Sport Boys II Nacional FBC Juventus FC Localización de los equipos de la Tercera División de 2025 · Grupo 1; Grupo 2; Grupo 3; Grupo 4 |
| Loreto                    | 1                         | Estudiantil CNI                                                                        | Unión Huaral Dep. Municipal · Pacífico FC SMP Alianza Lima II · Universitario II Carlos Stein · Deportivo Lute · Juan Aurich FBC Melgar II Cienciano II · Juventud Alfa Cultural Volante Defensor JMA Nuevo San Cristóbal FCR San Antonio Sport Huancayo II ADT II Municipal Pangoa Construcción Civil Diablos Rojos Juv. Santo Domingo UDA Alto Rendimiento Patriotas FC Estudiantil CNI Centro Social Ecosem Rauker FC Deportivo Ucrania U. César Vallejo II Unión Santo Domingo Juventud Cautivo Sport Bolognesi Amazon Callao Sport Boys II Nacional FBC Juventus FC Localización de los equipos de la Tercera División de 2025 · Grupo 1; Grupo 2; Grupo 3; Grupo 4 |
| M. de Dios                | 1                         | Alto Rendimiento                                                                       | Unión Huaral Dep. Municipal · Pacífico FC SMP Alianza Lima II · Universitario II Carlos Stein · Deportivo Lute · Juan Aurich FBC Melgar II Cienciano II · Juventud Alfa Cultural Volante Defensor JMA Nuevo San Cristóbal FCR San Antonio Sport Huancayo II ADT II Municipal Pangoa Construcción Civil Diablos Rojos Juv. Santo Domingo UDA Alto Rendimiento Patriotas FC Estudiantil CNI Centro Social Ecosem Rauker FC Deportivo Ucrania U. César Vallejo II Unión Santo Domingo Juventud Cautivo Sport Bolognesi Amazon Callao Sport Boys II Nacional FBC Juventus FC Localización de los equipos de la Tercera División de 2025 · Grupo 1; Grupo 2; Grupo 3; Grupo 4 |
| Moquegua                  | 1                         | FCR San Antonio                                                                        | Unión Huaral Dep. Municipal · Pacífico FC SMP Alianza Lima II · Universitario II Carlos Stein · Deportivo Lute · Juan Aurich FBC Melgar II Cienciano II · Juventud Alfa Cultural Volante Defensor JMA Nuevo San Cristóbal FCR San Antonio Sport Huancayo II ADT II Municipal Pangoa Construcción Civil Diablos Rojos Juv. Santo Domingo UDA Alto Rendimiento Patriotas FC Estudiantil CNI Centro Social Ecosem Rauker FC Deportivo Ucrania U. César Vallejo II Unión Santo Domingo Juventud Cautivo Sport Bolognesi Amazon Callao Sport Boys II Nacional FBC Juventus FC Localización de los equipos de la Tercera División de 2025 · Grupo 1; Grupo 2; Grupo 3; Grupo 4 |
| Pasco                     | 1                         | Ecosem Pasco                                                                           | Unión Huaral Dep. Municipal · Pacífico FC SMP Alianza Lima II · Universitario II Carlos Stein · Deportivo Lute · Juan Aurich FBC Melgar II Cienciano II · Juventud Alfa Cultural Volante Defensor JMA Nuevo San Cristóbal FCR San Antonio Sport Huancayo II ADT II Municipal Pangoa Construcción Civil Diablos Rojos Juv. Santo Domingo UDA Alto Rendimiento Patriotas FC Estudiantil CNI Centro Social Ecosem Rauker FC Deportivo Ucrania U. César Vallejo II Unión Santo Domingo Juventud Cautivo Sport Bolognesi Amazon Callao Sport Boys II Nacional FBC Juventus FC Localización de los equipos de la Tercera División de 2025 · Grupo 1; Grupo 2; Grupo 3; Grupo 4 |
| Piura                     | 1                         | Juventud Cautivo                                                                       | Unión Huaral Dep. Municipal · Pacífico FC SMP Alianza Lima II · Universitario II Carlos Stein · Deportivo Lute · Juan Aurich FBC Melgar II Cienciano II · Juventud Alfa Cultural Volante Defensor JMA Nuevo San Cristóbal FCR San Antonio Sport Huancayo II ADT II Municipal Pangoa Construcción Civil Diablos Rojos Juv. Santo Domingo UDA Alto Rendimiento Patriotas FC Estudiantil CNI Centro Social Ecosem Rauker FC Deportivo Ucrania U. César Vallejo II Unión Santo Domingo Juventud Cautivo Sport Bolognesi Amazon Callao Sport Boys II Nacional FBC Juventus FC Localización de los equipos de la Tercera División de 2025 · Grupo 1; Grupo 2; Grupo 3; Grupo 4 |
| Puno                      | 1                         | Diablos Rojos                                                                          | Unión Huaral Dep. Municipal · Pacífico FC SMP Alianza Lima II · Universitario II Carlos Stein · Deportivo Lute · Juan Aurich FBC Melgar II Cienciano II · Juventud Alfa Cultural Volante Defensor JMA Nuevo San Cristóbal FCR San Antonio Sport Huancayo II ADT II Municipal Pangoa Construcción Civil Diablos Rojos Juv. Santo Domingo UDA Alto Rendimiento Patriotas FC Estudiantil CNI Centro Social Ecosem Rauker FC Deportivo Ucrania U. César Vallejo II Unión Santo Domingo Juventud Cautivo Sport Bolognesi Amazon Callao Sport Boys II Nacional FBC Juventus FC Localización de los equipos de la Tercera División de 2025 · Grupo 1; Grupo 2; Grupo 3; Grupo 4 |
| San Martín                | 1                         | Deportivo Ucrania                                                                      | Unión Huaral Dep. Municipal · Pacífico FC SMP Alianza Lima II · Universitario II Carlos Stein · Deportivo Lute · Juan Aurich FBC Melgar II Cienciano II · Juventud Alfa Cultural Volante Defensor JMA Nuevo San Cristóbal FCR San Antonio Sport Huancayo II ADT II Municipal Pangoa Construcción Civil Diablos Rojos Juv. Santo Domingo UDA Alto Rendimiento Patriotas FC Estudiantil CNI Centro Social Ecosem Rauker FC Deportivo Ucrania U. César Vallejo II Unión Santo Domingo Juventud Cautivo Sport Bolognesi Amazon Callao Sport Boys II Nacional FBC Juventus FC Localización de los equipos de la Tercera División de 2025 · Grupo 1; Grupo 2; Grupo 3; Grupo 4 |
| Tacna                     | 1                         | Patriotas FC                                                                           | Unión Huaral Dep. Municipal · Pacífico FC SMP Alianza Lima II · Universitario II Carlos Stein · Deportivo Lute · Juan Aurich FBC Melgar II Cienciano II · Juventud Alfa Cultural Volante Defensor JMA Nuevo San Cristóbal FCR San Antonio Sport Huancayo II ADT II Municipal Pangoa Construcción Civil Diablos Rojos Juv. Santo Domingo UDA Alto Rendimiento Patriotas FC Estudiantil CNI Centro Social Ecosem Rauker FC Deportivo Ucrania U. César Vallejo II Unión Santo Domingo Juventud Cautivo Sport Bolognesi Amazon Callao Sport Boys II Nacional FBC Juventus FC Localización de los equipos de la Tercera División de 2025 · Grupo 1; Grupo 2; Grupo 3; Grupo 4 |
| Tumbes                    | 1                         | Sport Bolognesi                                                                        | Unión Huaral Dep. Municipal · Pacífico FC SMP Alianza Lima II · Universitario II Carlos Stein · Deportivo Lute · Juan Aurich FBC Melgar II Cienciano II · Juventud Alfa Cultural Volante Defensor JMA Nuevo San Cristóbal FCR San Antonio Sport Huancayo II ADT II Municipal Pangoa Construcción Civil Diablos Rojos Juv. Santo Domingo UDA Alto Rendimiento Patriotas FC Estudiantil CNI Centro Social Ecosem Rauker FC Deportivo Ucrania U. César Vallejo II Unión Santo Domingo Juventud Cautivo Sport Bolognesi Amazon Callao Sport Boys II Nacional FBC Juventus FC Localización de los equipos de la Tercera División de 2025 · Grupo 1; Grupo 2; Grupo 3; Grupo 4 |
| Ucayali                   | 1                         | Rauker FC                                                                              | Unión Huaral Dep. Municipal · Pacífico FC SMP Alianza Lima II · Universitario II Carlos Stein · Deportivo Lute · Juan Aurich FBC Melgar II Cienciano II · Juventud Alfa Cultural Volante Defensor JMA Nuevo San Cristóbal FCR San Antonio Sport Huancayo II ADT II Municipal Pangoa Construcción Civil Diablos Rojos Juv. Santo Domingo UDA Alto Rendimiento Patriotas FC Estudiantil CNI Centro Social Ecosem Rauker FC Deportivo Ucrania U. César Vallejo II Unión Santo Domingo Juventud Cautivo Sport Bolognesi Amazon Callao Sport Boys II Nacional FBC Juventus FC Localización de los equipos de la Tercera División de 2025 · Grupo 1; Grupo 2; Grupo 3; Grupo 4 |

## Datos
| Equipo                     | Ciudad           | Entrenador          | Estadio                      | Aforo  | Estadios alternativos                                                                                                  | Proveedor        | Patrocinador principal (en el pecho) |
| -------------------------- | ---------------- | ------------------- | ---------------------------- | ------ | --- | ---------------- | ------------------------------------ |
| ADT II                     | Tarma            | Leonardo Rojas      | Unión Tarma                  | 9 100  | 2 alternativas Monumental de Jauja Huancayo                                                                            | New Athletic     | Cemento Andino                       |
| Alianza Lima II            | Lima             | Kenji Aparicio      | Hugo Sotil                   | 13 773 | 2 alternativas Alejandro Villanueva Esther Grande de Bentín                                                            | Nike             | Apuesta Total                        |
| Alto Rendimiento           | Puerto Maldonado | Lizandro Barbarán   | Municipal de Huepetuhe       | 1 000  | 1 alternativa IPD Puerto Maldonado                                                                                     | Shumawa          | Industrias El Flaco                  |
| Amazon Callao FC           | Callao           | Alvaro Bonelli      | Campolo Alcalde              | 3 000  | 2 alternativas Facundo Ramírez Aguilar Miguel Grau                                                                     | Fort Life        | Somatch Sport                        |
| Centro Social de Pariacoto | Casma            | Jean Solano         | Valeriano López              | 2 000  | 4 alternativas Rosas Pampa Municipal de Pariacoto Muncipal de Recuay Rubén Alfaro Guardia                              | Matix Sport      | El Acuario Pariacoto                 |
| Cienciano II               | Cusco            | Alberto Beingolea   | Thomas E. Payne              | 5 000  | 5 alternativas Inca Garcilaso de la Vega Municipal de Urcos Túpac Amaru Municipal de Ocongate Municipal de Espinar     | Umbro            |                                      |
| Construcción Civil         | Huánuco          | Pedro Sandoval      | Heraclio Tapia               | 25 000 | 1 alternativa Olímpico de Amarilis                                                                                     | Castle           |                                      |
| Cultural Volante           | Bambamarca       | Edson Ojeda         | El Frutillo                  | 8 000  | 4 alternativas Cristo el Señor Ramón Castilla Juan Maldonado Gamarra José Gálvez Egúsquiza                             | Wilmer Sport     |                                      |
| Def. José María Arguedas   | Andahuaylas      | Roberto Holsen      | Municipal de Talavera        | 5 000  | 2 alternativas Los Chankas Monumental de Condebamba                                                                    | JB Sport         | Manos de la Comunidad                |
| Deportivo Lute             | Chiclayo         | Gustavo Roverano    | Carlos Samamé Cáceres        | 6 000  | 4 alternativas Municipal de la Juventud César Flores Marigorda Francisco Mendoza Pizarro Carlos Olivares               | Ramz Sport       | La Casa Marimiel                     |
| Deportivo Municipal        | Lima             | César Charún        | Municipal de Chorrillos      | 10 000 | 2 alternativas Nacional San Marcos                                                                                     | Convert          |                                      |
| Deportivo Municipal Pangoa | Satipo           | Percy Maldonado     | Municipal de Mazamari        | 5 000  | 3 alternativas Malaquias Cóndor Aire Monumental de Jauja Huancayo                                                      | JG Sportswear    |                                      |
| Deportivo Ucrania          | Nueva Cajamarca  | Carlos López        | IPD Nueva Cajamarca          | 12 000 | 2 alternativas IPD Moyobamba Carlos Vidaurre García                                                                    | Baby Jhinno      | Céspedes Ing. y Constrs.             |
| Diablos Rojos              | Juliaca          | Giancarlo Arfinengo | Guillermo Briceño Rosamedina | 18 080 | 4 alternativas Monumental UNA Enrique Torres Belón Monumental UNSA Garcilaso de la Vega                                | Ídolo Sportswear | Síntesis Empresarial                 |
| Ecosem Pasco               | Cerro de Pasco   | Carlo Tinoco        | Daniel Alcides Carrión       | 12 000 | 2 alternativas Municipal de Yanahuanca Municipal de Patarcocha                                                         | Hot Bec          |                                      |
| Estudiantil CNI            | Iquitos          | Abel Lobatón        | Max Augustín                 | 24 576 | 1 alternativa Ricardo Cruzalegui Rojas                                                                                 | Astro Sport      | Boullosa Motors                      |
| FBC Melgar II              | Arequipa         | Adrián Díaz         | CAR - FBC Melgar             | 0      | 2 alternativas Monumental de la UNSA La Tomilla                                                                        | Walon Sport      | Stake                                |
| FC Carlos Stein            | Chiclayo         | Orlando Lavalle     | Wilberto Herrera Carlín      | 1 500  | 5 alternativas Municipal de la Juventud Carlos Samamé Cáceres César Flores Marigorda Francisco Mendoza Carlos Olivares | Habitez          | Deportivo Cristo Rey FC              |
| FCR San Antonio            | Moquegua         | Emerson Camargo     | 25 de Noviembre              | 21 073 | 2 alternativas Mariscal Nieto Modelo San Antonio                                                                       | Troto Atletic    | Grupo del Sur                        |
| Juan Aurich                | Chiclayo         | Carlos Cortijo      | Carlos Samamé Cáceres        | 6 000  | 4 alternativas Municipal de la Juventud César Flores Marigorda Francisco Mendoza Pizarro Carlos Olivares               | Jave             | Azucarera Pomalca                    |
| Juventud Alfa FC           | Calca            | Aristóteles Ramos   | Thomas E. Payne              | 8 000  | 4 alternativas Inca Garcilaso de la Vega Municipal de Urcos Túpac Amaru Municipal de Espinar                           | New Team         | Vehículos y Equipos SAC              |
| Juventud Cautivo           | Huancabamba      | Yimi Chuyes         | Campeones del 36             | 12 000 | 1 alternativa 27 de Julio                                                                                              | Front Sport      | Corazón Serrano                      |
| Juventud Santo Domingo     | Nazca            | Ronny Revollar      | Pedro Huamán Román           | 10 000 | 1 alternativa José Picasso Peratta                                                                                     | Bravo Sport      | J Bravo Almacenes                    |
| Juventus FC                | Huamachuco       | Martín Ugarte       | Municipal de Huamachuco      | 5 000  | 1 alternativa Mansiche                                                                                                 | Yonel Sport Wear | Reyes Imports                        |
| Nacional FBC               | Mollendo         | Alberto Murillo     | Juan Carlos Oblitas          | 8 000  | 1 alternativa Monumental de la UNSA                                                                                    | Reqelme          | TISUR                                |
| Nuevo San Cristóbal        | Pichari          | David Escudero      | Municipal de Kimbiri         | 5 000  | 2 alternativas Manuel Molina Robles Ciudad de Cumaná                                                                   | JR Sports        | Motos Velomas                        |
| Pacífico FC SMP            | Lima             | Mauro Reyes         | Segundo Aranda Torres        | 11 500 | 2 alternativas Alberto Gallardo UNMSM                                                                                  | AGA Sport        | Construye Group                      |
| Patriotas FC               | Tacna            | Juan Nieto          | Jorge Basadre                | 19 850 | 1 alternativa Joel Gutiérrez                                                                                           | Alarcon Sport    | Cable Tacna                          |
| Rauker FC                  | Pucallpa         | Efraín Larico       | Luis Velásquez Salinas       | 3 000  | 2 alternativas Aliardo Soria Miguel Armas Cachique                                                                     | Chura            |                                      |
| Sport Bolognesi            | Tumbes           | Edgar Alama         | Mariscal Cáceres             | 12 000 | 1 alternativa 24 de Julio                                                                                              | Yonel Sport Wear | Planeta Motors                       |
| Sport Boys II              | Callao           | Guillermo Vasquez   | Campolo Alcalde              | 2 000  | 2 alternativas Miguel Grau Iván Elías Moreno                                                                           | Astro Sport      |                                      |
| Sport Huancayo II          | Huancayo         | Pedro Garay         | Huancayo                     | 20 000 | 2 alternativas Monumental de Jauja Unión Tarma                                                                         | Lotto Sport      | Caja Huancayo                        |
| UDA                        | Huancavelica     | Oseias de Souza     | IPD Huancavelica             | 8 500  | 1 alternativa Monumental de Ascensión                                                                                  | Fagum Sport      | Fagum Sport                          |
| Unión Huaral               | Huaral           | Paulo Rehder        | Julio Lores Colán            | 6 000  | 3 alternativas Rómulo Shaw Cisneros Segundo Aranda Torres Miguel Grau                                                  | Performance      | Grupo Caldexa SAC                    |
| Unión Santo Domingo        | Chachapoyas      | Daniel Valderrama   | Kuélap                       | 1 000  | 1 alternativas San Luis                                                                                                | Front Sport      | Grifos FAMHORA                       |
| Univ. César Vallejo II     | Trujillo         | Luis Hernández      | César Acuña Peralta          | 2 000  | 3 alternativas Mansiche Chan Chan Carlos A. Olivares                                                                   | Astro Sport      | Univ. César Vallejo                  |
| Universitario II           | Lima             | Jorge Araujo        | Campo Mar - U                | 5 000  | 2 alternativas Monumental - U Andrés Bedoya Díaz                                                                       | Marathon         | Apuesta Total                        |

### Jugadores extranjeros
Todos los equipos tendrán la opción de contar con un máximo de 2 jugadores extranjeros sub-23.
| Equipo                   | Jugador 1          | Jugador 2        | Equipo                 | Jugador 1         | Jugador 2        |
| ------------------------ | ------------------ | ---------------- | ---------------------- | ----------------- | ---------------- |
| ADT II                   | Bandera de ?       | Bandera de ?     | Juan Aurich            | Bandera de ?      | Bandera de ?     |
| Alianza Lima II          | Bandera de ?       | Bandera de ?     | Juventud Alfa          | Bandera de ?      | Bandera de ?     |
| Alto Rendimiento         | Nahuel Núñez       | Diego Resquini   | Juventud Cautivo       | Baltazar Comizzo  | Bandera de ?     |
| Amazon Callao            | Jonathan Romero    | Victor Soares    | Juventud Santo Domingo | Frailin Mosquera  | Bandera de ?     |
| Carlos Stein             | Luis Gamboa        | Carlos Landazuri | Juventus FC            | Maximiliano Solis | Manuel Severich  |
| Centro Social            | Jefferson Churi    | Wendrik Miranda  | Nacional FBC           | Brian Montiel     | Bandera de ?     |
| Cienciano II             | Joao Ribeiro       | Bandera de ?     | Nuevo San Cristóbal    | Miguel Urrutia    | Bandera de ?     |
| Construcción Civil       | Bandera de ?       | Bandera de ?     | Pacífico FC SMP        | Benjamín Sereño   | Juan Paniagua    |
| Cultural Volante         | Juan Reynoso       | Matías Galan     | Patriotas FC           | Bandera de ?      | Bandera de ?     |
| Def. José María Arguedas | Luca Cruz          | Bandera de ?     | Rauker FC              | Mateo Bustamante  | Alex Almirón     |
| Deportivo Lute           | Jeisson Herrán     | Jhon Vásquez     | Sport Bolognesi        | Bandera de ?      | Bandera de ?     |
| Deportivo Municipal      | Bandera de ?       | Bandera de ?     | Sport Boys II          | Rayber Ragas      | Bandera de ?     |
| Deportivo Municipal (P)  | Bandera de ?       | Bandera de ?     | Sport Huancayo II      | Maikol Herrera    | Nelson Cáceres   |
| Deportivo Ucrania        | Juan Carlos Obando | César Muñoz      | UDA                    | Ramón Aleman      | Juan Caicedo     |
| Diablos Rojos            | Renny Caicedo      | Pedro Tavares    | Unión Huaral           | César Amarilla    | Lautaro Flores   |
| Ecosem Pasco             | Diego Riascos      | Bandera de ?     | Unión Santo Domingo    | Bandera de ?      | Bandera de ?     |
| Estudiantil CNI          | Faber Asprilla     | Bandera de ?     | U. César Vallejo II    | Bandera de ?      | Bandera de ?     |
| FBC Melgar II            | Bandera de ?       | Bandera de ?     | Universitario II       | Nicolás Vaquer    | Sebastián Osorio |
| FCR San Antonio          | Bandera de ?       | Bandera de ?     |                        |                   |                  |

## Fase Regional

### Grupo 1
| Pos. | Equipo              | Pts. | PJ | G  | E | P | GF | GC | Dif. | Clasificación y descenso  |
| ---- | ------------------- | ---- | -- | -- | - | - | -- | -- | ---- | ------------------------- |
| 1    | Unión Santo Domingo | 32   | 16 | 10 | 2 | 4 | 32 | 12 | +20  | Grupo A (+2 puntos)       |
| 2    | Juventus FC         | 29   | 16 | 9  | 2 | 5 | 37 | 22 | +15  | Grupo B (+1 punto)        |
| 3    | Juventud Cautivo    | 27   | 16 | 8  | 3 | 5 | 31 | 21 | +10  | Grupo A                   |
| 4    | Deportivo Lute      | 27   | 16 | 8  | 3 | 5 | 23 | 18 | +5   | Grupo B                   |
| 5    | Juan Aurich         | 22   | 16 | 6  | 4 | 6 | 15 | 16 | −1   |                           |
| 6    | Sport Bolognesi     | 18   | 16 | 5  | 3 | 8 | 21 | 42 | −21  |                           |
| 7    | UCV II              | 17   | 16 | 4  | 5 | 7 | 20 | 22 | −2   |                           |
| 8    | Cultural Volante    | 17   | 16 | 5  | 2 | 9 | 15 | 20 | −5   |                           |
| 9    | Carlos Stein (D)    | 13   | 16 | 3  | 4 | 9 | 16 | 30 | −14  | Descenso a Copa Perú 2026 |

Actualizado a los partidos jugados el 2 de agosto de 2025.
 Fuente: FPF
Criterios de clasificación: Puntos · Dif. de goles · Goles a favor · Duelos directos

### Grupo 2
| Pos. | Equipo                     | Pts. | PJ | G | E | P  | GF | GC | Dif. | Clasificación y descenso  |
| ---- | -------------------------- | ---- | -- | - | - | -- | -- | -- | ---- | ------------------------- |
| 1    | Universitario II           | 32   | 18 | 9 | 5 | 4  | 28 | 11 | +17  | Grupo B (+2 puntos)       |
| 2    | Estudiantil CNI            | 31   | 18 | 8 | 7 | 3  | 28 | 12 | +16  | Grupo A (+1 punto)        |
| 3    | Alianza Lima II            | 29   | 18 | 8 | 5 | 5  | 32 | 19 | +13  | Grupo B                   |
| 4    | Unión Huaral               | 29   | 18 | 8 | 5 | 5  | 24 | 19 | +5   | Grupo A                   |
| 5    | Sport Boys II              | 28   | 18 | 8 | 4 | 6  | 22 | 17 | +5   |                           |
| 6    | Pacífico FC SMP            | 26   | 18 | 6 | 8 | 4  | 19 | 18 | +1   |                           |
| 7    | Centro Social              | 22   | 18 | 7 | 1 | 10 | 16 | 32 | −16  |                           |
| 8    | Deportivo Municipal        | 19   | 18 | 5 | 4 | 9  | 21 | 27 | −6   |                           |
| 9    | Amazon Callao              | 18   | 18 | 5 | 3 | 10 | 16 | 28 | −12  |                           |
| 10   | Juventud Santo Domingo (D) | 13   | 18 | 3 | 4 | 11 | 15 | 39 | −24  | Descenso a Copa Perú 2026 |

Actualizado a los partidos jugados el 3 de agosto de 2025.
 Fuente: FPF
Criterios de clasificación: Puntos · Dif. de goles · Goles a favor · Duelos directos

### Grupo 3
| Pos. | Equipo                  | Pts. | PJ | G  | E | P  | GF | GC | Dif. | Clasificación y descenso  |
| ---- | ----------------------- | ---- | -- | -- | - | -- | -- | -- | ---- | ------------------------- |
| 1    | Deportivo Ucrania       | 31   | 16 | 9  | 4 | 3  | 29 | 13 | +16  | Grupo C (+2 puntos)       |
| 2    | Construcción Civil      | 31   | 16 | 9  | 4 | 3  | 27 | 11 | +16  | Grupo D (+1 punto)        |
| 3    | Nuevo San Cristóbal     | 31   | 16 | 10 | 1 | 5  | 30 | 18 | +12  | Grupo C                   |
| 4    | Sport Huancayo II       | 30   | 16 | 9  | 3 | 4  | 28 | 17 | +11  | Grupo D                   |
| 5    | ADT II                  | 29   | 16 | 8  | 5 | 3  | 26 | 12 | +14  |                           |
| 6    | UDA                     | 25   | 16 | 7  | 4 | 5  | 21 | 19 | +2   |                           |
| 7    | Ecosem Pasco            | 17   | 16 | 5  | 2 | 9  | 18 | 27 | −9   |                           |
| 8    | Deportivo Municipal (P) | 9    | 16 | 2  | 3 | 11 | 18 | 32 | −14  |                           |
| 9    | Rauker FC (D)           | 0    | 16 | 0  | 0 | 16 | 0  | 48 | −48  | Descenso a Copa Perú 2026 |

Actualizado a los partidos jugados el 2 de agosto de 2025.
 Fuente: FPF
Criterios de clasificación: Puntos · Dif. de goles · Goles a favor · Duelos directos
Notas:
1. ↑  Rauker FC fue descalificado con la pérdida de categoría tras haber acumulado dos walkovers (Fechas 2 y 3).[n 1]

### Grupo 4
| Pos. | Equipo                   | Pts. | PJ | G  | E | P  | GF | GC | Dif. | Clasificación y descenso  |
| ---- | ------------------------ | ---- | -- | -- | - | -- | -- | -- | ---- | ------------------------- |
| 1    | Def. José María Arguedas | 33   | 16 | 10 | 3 | 3  | 35 | 19 | +16  | Grupo D (+2 puntos)       |
| 2    | Nacional FBC             | 32   | 16 | 9  | 5 | 2  | 40 | 19 | +21  | Grupo C (+1 punto)        |
| 3    | Juventud Alfa FC         | 32   | 16 | 10 | 2 | 4  | 36 | 15 | +21  | Grupo D                   |
| 4    | FBC Melgar II            | 26   | 16 | 8  | 2 | 6  | 30 | 21 | +9   | Grupo C                   |
| 5    | Patriotas FC             | 22   | 16 | 7  | 1 | 8  | 30 | 18 | +12  |                           |
| 6    | Alto Rendimiento         | 16   | 16 | 4  | 4 | 8  | 21 | 30 | −9   |                           |
| 7    | Cienciano II             | 16   | 16 | 4  | 4 | 8  | 19 | 29 | −10  |                           |
| 8    | FCR San Antonio          | 16   | 16 | 4  | 4 | 8  | 16 | 30 | −14  |                           |
| 9    | Diablos Rojos (D)        | 9    | 16 | 2  | 3 | 11 | 18 | 64 | −46  | Descenso a Copa Perú 2026 |

Actualizado a los partidos jugados el 3 de agosto de 2025.
 Fuente: FPF
Criterios de clasificación: Puntos · Dif. de goles · Goles a favor · Duelos directos
Notas:
1. ↑  Diablos Rojos fue descalificado con la pérdida de categoría tras haber acumulado dos walkovers (Fechas 1 y 18).

### Resultados
- La hora de cada encuentro corresponde al huso horario que rige a Perú (UTC-5).

| Fecha 1                                       | Fecha 1                 | Fecha 1   | Fecha 1               | Fecha 1                 | Fecha 1     | Fecha 1   | Fecha 1                   |
| G.                                            | Local                   | Resultado | Visitante             | Estadio                 | Fecha       | Hora      | Transmisión               |
| --------------------------------------------- | ----------------------- | --------- | --------------------- | ----------------------- | ----------- | --------- | ------------------------- |
| 2                                             | Pacífico FC SMP         | 0 – 1     | Estudiantil CNI       | Julio Lores Colán       | 25 de abril | 15:00     | 2 HPSD DyJ Sports         |
| 2                                             | Alianza Lima II         | 6 – 0     | Juventud Sto. Domingo | Iván Elías Moreno       | 26 de abril | 11:00     | —                         |
| 4                                             | Patriotas FC            | 3 – 0     | Alto Rendimiento      | Jorge Basadre           | 26 de abril | 15:00     | 2 Cable Tacna DyJ Sports  |
| 1                                             | Cultural Volante        | 0 – 3     | Sport Bolognesi       | El Frutillo             | 26 de abril | 15:00     | 2 TeleSystem DyJ Sports   |
| 3                                             | Deportivo Ucrania       | 1 – 0     | Nuevo San Cristóbal   | IPD Nueva Cajamarca     | 26 de abril | 15:00     | 2 SolNet TV DyJ Sports    |
| 3                                             | ADT II                  | 2 – 0     | Sport Huancayo II     | Unión Tarma             | 26 de abril | 15:00     | —                         |
| 4                                             | Diablos Rojos           | 0 – 3     | Cienciano II          | Guillermo Briceño R.    | 26 de abril | 15:30     | —                         |
| 2                                             | Amazon Callao           | 1 – 0     | Universitario II      | Campolo Alcalde         | 27 de abril | 11:00     | —                         |
| 2                                             | Unión Huaral            | 3 – 0     | Centro Social         | Julio Lores Colán       | 27 de abril | 11:30     | —                         |
| 4                                             | FCR San Antonio         | 0 – 4     | Def. José María Arg.  | 25 de Noviembre         | 27 de abril | 13:00     | 2 Tacna Sports DyJ Sports |
| 4                                             | Juventud Alfa FC        | 2 – 1     | FBC Melgar II         | Thomas E. Payne         | 27 de abril | 15:00     | —                         |
| 1                                             | Juventus FC             | 1 – 0     | Carlos Stein          | Municipal de Huamachuco | 27 de abril | 15:00     | 2 TeleSystem DyJ Sports   |
| 2                                             | Deportivo Municipal     | 0 – 0     | Sport Boys II         | Municipal de Chorrillos | 27 de abril | 15:30     | —                         |
| 1                                             | Univ. César Vallejo II  | 1 – 1     | Unión Sto. Domingo    | César Acuña Peralta     | 28 de abril | 12:00     | TeleSystem DyJ Sports     |
| 1                                             | Juventud Cautivo        | 3 – 1     | Deportivo Lute        | Campeones del 36        | 28 de abril | 15:00     | TeleSystem DyJ Sports     |
| 3                                             | Deportivo Municipal (P) | 0 – 1     | Construcción Civil    | Municipal de Mazamari   | 29 de abril | 15:00     | —                         |
| 3                                             | Ecosem Pasco            | 0 – 3     | UDA                   | Daniel Alcides Carrión  | Cancelado   | Cancelado | —                         |
| Libres: Juan Aurich, Nacional FBC y Rauker FC |                         |           |                       |                         |             |           |                           |

| Fecha 2                                                             | Fecha 2              | Fecha 2      | Fecha 2                | Fecha 2                  | Fecha 2   | Fecha 2 | Fecha 2                          |
| G.                                                                  | Local                | Resultado    | Visitante              | Estadio                  | Fecha     | Hora    | Transmisión                      |
| ------------------------------------------------------------------- | -------------------- | ------------ | ---------------------- | ------------------------ | --------- | ------- | -------------------------------- |
| 1                                                                   | Carlos Stein         | 0 – 0        | Cultural Volante       | Wilberto Herrera Carlín  | 1 de mayo | 15:00   | —                                |
| 2                                                                   | Sport Boys II        | 1 – 1        | Pacífico FC SMP        | Campolo Alcalde          | 2 de mayo | 11:00   | 2 Pacífico FC DyJ Sports         |
| 4                                                                   | FBC Melgar II        | 1 – 0        | Patriotas FC           | CAR de FBC Melgar        | 2 de mayo | 14:00   | —                                |
| 4                                                                   | Cienciano II         | 0 – 1        | Juventud Alfa FC       | Thomas E. Payne          | 2 de mayo | 15:00   | —                                |
| 3                                                                   | Sport Huancayo II    | 3 – 1        | Ecosem Pasco           | Huancayo                 | 3 de mayo | 11:00   | 2 Maya TV DyJ Sports             |
| 2                                                                   | Universitario II     | 5 – 0        | Juventud Sto. Domingo  | Campo Mar - U            | 3 de mayo | 13:00   | —                                |
| 3                                                                   | Construcción Civil   | 3 – 1        | ADT II                 | Heraclio Tapia           | 3 de mayo | 15:00   | 3 Tres Toros DyJ Sports FPF      |
| 1                                                                   | Unión Sto. Domingo   | 4 – 1        | Juan Aurich            | Kuélap                   | 3 de mayo | 15:15   | 3 Sqala TV TeleSystem DyJ Sports |
| 4                                                                   | Alto Rendimiento     | 1 – 1        | Nacional FBC           | Municipal de Huepetuhe   | 3 de mayo | 15:15   | —                                |
| 3                                                                   | Nuevo San Cristóbal  | 3 – 0 (w.o.) | Rauker FC              | Municipal de Kimbiri     | 4 de mayo | 11:00   | —                                |
| 2                                                                   | Deportivo Municipal  | 1 – 0        | Alianza Lima II        | Municipal de Chorrillos  | 4 de mayo | 13:00   | DyJ Sports                       |
| 2                                                                   | Estudiantil CNI      | 0 – 0        | Unión Huaral           | Max Augustin             | 4 de mayo | 15:00   | 2 UNAP TV FPF                    |
| 1                                                                   | Sport Bolognesi      | 3 – 2        | Univ. César Vallejo II | Mariscal Cáceres         | 4 de mayo | 15:00   | —                                |
| 1                                                                   | Deportivo Lute       | 2 – 2        | Juventus FC            | Municipal de la Juventud | 4 de mayo | 15:00   | 2 TeleSystem DyJ Sports          |
| 3                                                                   | UDA                  | 1 – 1        | Deportivo Ucrania      | IPD Huancavelica         | 4 de mayo | 15:00   | 2 PXDxt DyJ Sports               |
| 4                                                                   | Def. José María Arg. | 3 – 1        | Diablos Rojos          | Municipal de Talavera    | 4 de mayo | 15:00   | —                                |
| 2                                                                   | Centro Social        | 0 – 1        | Amazon Callao          | Valeriano López          | 6 de mayo | 15:00   | —                                |
| Libres: Deportivo Municipal (P), FCR San Antonio y Juventud Cautivo |                      |              |                        |                          |           |         |                                  |

| Fecha 3                                                             | Fecha 3                | Fecha 3      | Fecha 3                 | Fecha 3                 | Fecha 3    | Fecha 3 | Fecha 3                                       |
| G.                                                                  | Local                  | Resultado    | Visitante               | Estadio                 | Fecha      | Hora    | Transmisión                                   |
| ------------------------------------------------------------------- | ---------------------- | ------------ | ----------------------- | ----------------------- | ---------- | ------- | --------------------------------------------- |
| 3                                                                   | ADT II                 | 3 – 0        | Deportivo Municipal (P) | Unión Tarma             | 9 de mayo  | 15:00   | —                                             |
| 2                                                                   | Universitario II       | 1 – 2        | Alianza Lima II         | Campo Mar U             | 10 de mayo | 11:30   | 3 Viva TV Desbloqueado DyJ Sports             |
| 1                                                                   | Juventus FC            | 2 – 0        | Juventud Cautivo        | Municipal de Huamachuco | 10 de mayo | 15:00   | 3 TeleSystem DyJ Sports FPF                   |
| 3                                                                   | Ecosem Pasco           | 1 – 1        | Construcción Civil      | Daniel Alcides Carrión  | 10 de mayo | 15:00   | 3 Maya TV Golazo DyJ Sports                   |
| 4                                                                   | Patriotas FC           | 4 – 0        | Cienciano II            | Jorge Basadre           | 10 de mayo | 15:00   | Cable Tacna                                   |
| 4                                                                   | Diablos Rojos          | 0 – 2        | FCR San Antonio         | Guillermo Briceño R.    | 10 de mayo | 15:00   | —                                             |
| 1                                                                   | Juan Aurich            | 3 – 0        | Sport Bolognesi         | Carlos Samamé Cáceres   | 10 de mayo | 15:30   | 2 TeleSystem DyJ Sports                       |
| 2                                                                   | Amazon Callao          | 1 – 4        | Estudiantil CNI         | Campolo Alcalde         | 11 de mayo | 11:00   | —                                             |
| 1                                                                   | Cultural Volante       | 2 – 0        | Deportivo Lute          | El Frutillo             | 11 de mayo | 15:00   | 2 TeleSystem DyJ Sports                       |
| 2                                                                   | Juventud Sto. Domingo  | 1 – 3        | Centro Social           | Pedro Huamán Román      | 11 de mayo | 15:00   | —                                             |
| 2                                                                   | Unión Huaral           | 2 – 2        | Sport Boys II           | Julio Lores Colán       | 11 de mayo | 15:00   | —                                             |
| 2                                                                   | Pacífico FC SMP        | 2 – 1        | Deportivo Municipal     | Ivan Elías Moreno       | 11 de mayo | 15:00   | 4 Panamericana Viva TV Pacífico FC DyJ Sports |
| 3                                                                   | Deportivo Ucrania      | 2 – 1        | Sport Huancayo II       | IPD Nueva Cajamarca     | 11 de mayo | 15:00   | 3 SolNet TV DyJ Sports FPF                    |
| 3                                                                   | Rauker FC              | 0 – 3 (w.o.) | UDA                     | Luis Velásquez Salinas  | 11 de mayo | 15:00   | —                                             |
| 4                                                                   | Juventud Alfa FC       | 2 – 0        | Def. José María Arg.    | Thomas E. Payne         | 11 de mayo | 15:00   | —                                             |
| 4                                                                   | Nacional FBC           | 0 – 2        | FBC Melgar II           | Juan Carlos Oblitas     | 11 de mayo | 15:00   | —                                             |
| 1                                                                   | Univ. César Vallejo II | 2 – 0        | Carlos Stein            | César Acuña Peralta     | 12 de mayo | 12:00   | TV Cosmos                                     |
| Libres: Alto Rendimiento, Nuevo San Cristóbal y Unión Santo Domingo |                        |              |                         |                         |            |         |                                               |

| Fecha 4                                     | Fecha 4                 | Fecha 4      | Fecha 4                | Fecha 4                  | Fecha 4    | Fecha 4 | Fecha 4                        |
| G.                                          | Local                   | Resultado    | Visitante              | Estadio                  | Fecha      | Hora    | Transmisión                    |
| ------------------------------------------- | ----------------------- | ------------ | ---------------------- | ------------------------ | ---------- | ------- | ------------------------------ |
| 3                                           | Deportivo Municipal (P) | 1 – 2        | Ecosem Pasco           | Municipal de Mazamari    | 13 de mayo | 15:00   | 3 Maya TV Studio JM DyJ Sports |
| 4                                           | FBC Melgar II           | 2 – 3        | Alto Rendimiento       | CAR de FBC Melgar        | 14 de mayo | 11:00   | —                              |
| 4                                           | Def. José María Arg.    | 2 – 0        | Patriotas FC           | Municipal de Talavera    | 14 de mayo | 11:00   | —                              |
| 4                                           | Cienciano II            | 3 – 3        | Nacional FBC           | Thomas E. Payne          | 14 de mayo | 11:00   | —                              |
| 1                                           | Juventud Cautivo        | 3 – 1        | Cultural Volante       | Campeones del 36         | 14 de mayo | 15:00   | 2 TC Smart DyJ Sports          |
| 2                                           | Centro Social           | 0 – 3        | Universitario II       | Valeriano López          | 14 de mayo | 15:00   | —                              |
| 2                                           | Alianza Lima II         | 2 – 2        | Pacífico FC SMP        | Iván Elías Moreno        | 14 de mayo | 15:00   | 2 Pacífico FC DyJ Sports       |
| 4                                           | FCR San Antonio         | 3 – 0        | Juventud Alfa FC       | 25 de Noviembre          | 14 de mayo | 15:00   | —                              |
| 1                                           | Sport Bolognesi         | 1 – 2        | Unión Sto. Domingo     | Mariscal Cáceres         | 14 de mayo | 15:30   | 2 TeleSystem DyJ Sports        |
| 2                                           | Sport Boys II           | 1 – 0        | Amazon Callao          | Campolo Alcalde          | 15 de mayo | 11:00   | —                              |
| 3                                           | Sport Huancayo II       | 3 – 0 (w.o.) | Rauker FC              | Huancayo                 | 15 de mayo | 11:00   | —                              |
| 1                                           | Deportivo Lute          | 0 – 0        | Univ. César Vallejo II | Municipal de la Juventud | 15 de mayo | 15:00   | 2 TeleSystem DyJ Sports        |
| 1                                           | Carlos Stein            | 1 – 1        | Juan Aurich            | Wilberto Herrera Carlín  | 15 de mayo | 15:00   | DyJ Sports                     |
| 2                                           | Deportivo Municipal     | 1 – 0        | Unión Huaral           | Municipal de Chorrillos  | 15 de mayo | 15:00   | —                              |
| 3                                           | UDA                     | 1 – 0        | Nuevo San Cristóbal    | IPD Huancavelica         | 15 de mayo | 15:00   | 2 PXDxt DyJ Sports             |
| 3                                           | Construcción Civil      | 1 – 0        | Deportivo Ucrania      | Heraclio Tapia           | 15 de mayo | 15:00   | 2 Tres Toros DyJ Sports        |
| 2                                           | Estudiantil CNI         | 3 – 0        | Juventud Sto. Domingo  | Max Augustin             | 15 de mayo | 15:15   | 2 UNAP TV DyJ Sports           |
| Libres: ADT II, Juventus FC y Diablos Rojos |                         |              |                        |                          |            |         |                                |

| Fecha 5                                      | Fecha 5                | Fecha 5   | Fecha 5                 | Fecha 5                | Fecha 5    | Fecha 5   | Fecha 5                                            |
| G.                                           | Local                  | Resultado | Visitante               | Estadio                | Fecha      | Hora      | Transmisión                                        |
| -------------------------------------------- | ---------------------- | --------- | ----------------------- | ---------------------- | ---------- | --------- | -------------------------------------------------- |
| 2                                            | Centro Social          | 1 – 5     | Alianza Lima II         | Valeriano López        | 17 de mayo | 15:00     | —                                                  |
| 4                                            | Patriotas FC           | 1 – 0     | FCR San Antonio         | Jorge Basadre          | 17 de mayo | 15:00     | —                                                  |
| 4                                            | Alto Rendimiento       | 1 – 0     | Cienciano II            | Municipal de Huepetuhe | 17 de mayo | 15:00     | —                                                  |
| 1                                            | Cultural Volante       | 1 – 1     | Juventus FC             | El Frutillo            | 18 de mayo | 15:00     | TeleSystem DyJ Sports                              |
| 1                                            | Juan Aurich            | 2 – 0     | Deportivo Lute          | Carlos Samamé Cáceres  | 18 de mayo | 15:00     | TeleSystem DyJ Sports                              |
| 1                                            | Unión Sto. Domingo     | 5 – 0     | Carlos Stein            | Kuélap                 | 18 de mayo | 15:00     | —                                                  |
| 2                                            | Juventud Sto. Domingo  | 0 – 2     | Sport Boys II           | Pedro Huamán Román     | 18 de mayo | 15:00     | —                                                  |
| 2                                            | Unión Huaral           | 3 – 0     | Pacífico FC SMP         | Julio Lores Colán      | 18 de mayo | 15:00     | 4 Panamericana Pacífico FC Desbloqueado DyJ Sports |
| 3                                            | Deportivo Ucrania      | 2 – 0     | Deportivo Municipal (P) | IPD Nueva Cajamarca    | 18 de mayo | 15:00     | 3 SolNet TV NQ Deportes DyJ Sports                 |
| 3                                            | Ecosem Pasco           | 2 – 0     | ADT II                  | Daniel Alcides Carrión | 18 de mayo | 15:00     | 2 Maya TV DyJ Sports                               |
| 3                                            | Nuevo San Cristóbal    | 3 – 2     | Sport Huancayo II       | Municipal de Kimbiri   | 18 de mayo | 15:00     | —                                                  |
| 4                                            | Juventud Alfa FC       | 4 – 0     | Diablos Rojos           | Thomas E. Payne        | 18 de mayo | 15:00     | —                                                  |
| 4                                            | Nacional FBC           | 4 – 2     | Def. José María Arg.    | Juan Carlos Oblitas    | 18 de mayo | 15:00     | —                                                  |
| 2                                            | Universitario II       | 0 – 0     | Estudiantil CNI         | Campo Mar U            | 19 de mayo | 11:00     | —                                                  |
| 1                                            | Univ. César Vallejo II | 1 – 1     | Juventud Cautivo        | César Acuña Peralta    | 19 de mayo | 13:15     | 2 TV Cosmos DyJ Sports                             |
| 2                                            | Amazon Callao          | 0 – 2     | Deportivo Municipal     | Campolo Alcalde        | 19 de mayo | 15:00     | —                                                  |
| 3                                            | Rauker FC              | 0 – 3     | Construcción Civil      | Cancelado              | Cancelado  | Cancelado | —                                                  |
| Libres: FBC Melgar II, Sport Bolognesi y UDA |                        |           |                         |                        |            |           |                                                    |

| Fecha 6                                                   | Fecha 6                 | Fecha 6   | Fecha 6                | Fecha 6                  | Fecha 6    | Fecha 6   | Fecha 6                                            |
| G.                                                        | Local                   | Resultado | Visitante              | Estadio                  | Fecha      | Hora      | Transmisión                                        |
| --------------------------------------------------------- | ----------------------- | --------- | ---------------------- | ------------------------ | ---------- | --------- | -------------------------------------------------- |
| 2                                                         | Pacífico FC SMP         | 2 – 1     | Amazon Callao          | Iván Elías Moreno        | 23 de mayo | 11:00     | 2 Pacífico FC DyJ Sports                           |
| 3                                                         | Sport Huancayo II       | 1 – 0     | UDA                    | Huancayo                 | 23 de mayo | 15:00     | 3 DXT Uno PXDxt DyJ Sports                         |
| 4                                                         | Cienciano II            | 0 – 3     | FBC Melgar II          | Thomas E. Payne          | 24 de mayo | 14:00     | —                                                  |
| 1                                                         | Deportivo Lute          | 3 – 0     | Unión Sto. Domingo     | Municipal de la Juventud | 24 de mayo | 15:00     | 3 Enet Fiber TV TeleSystem DyJ Sports              |
| 1                                                         | Carlos Stein            | 2 – 1     | Sport Bolognesi        | Wilberto Herrera Carlín  | 24 de mayo | 15:00     | 2 TC Smart DyJ Sports                              |
| 1                                                         | Juventus FC             | 3 – 2     | Univ. César Vallejo II | Municipal de Huamachuco  | 24 de mayo | 15:00     | 4 Enet Fiber TV TeleSystem Desbloqueado DyJ Sports |
| 4                                                         | Def. José María Arg.    | 1 – 1     | Alto Rendimiento       | Municipal de Talavera    | 24 de mayo | 15:00     | —                                                  |
| 2                                                         | Estudiantil CNI         | 0 – 0     | Centro Social          | Max Augustín             | 24 de mayo | 15:15     | 2 UNAP TV DyJ Sports                               |
| 2                                                         | Sport Boys II           | 1 – 2     | Universitario II       | Campolo Alcalde          | 25 de mayo | 11:00     | —                                                  |
| 1                                                         | Juventud Cautivo        | 3 – 1     | Juan Aurich            | Campeones del 36         | 25 de mayo | 15:00     | 2 TC Smart DyJ Sports                              |
| 2                                                         | Deportivo Municipal     | 2 – 0     | Juventud Sto. Domingo  | Municipal de Chorrillos  | 25 de mayo | 15:00     | 2 Panamericana DyJ Sports                          |
| 3                                                         | Construcción Civil      | 3 – 1     | Nuevo San Cristóbal    | Heraclio Tapia           | 25 de mayo | 15:00     | 2 Tres Toros DyJ Sports                            |
| 4                                                         | FCR San Antonio         | 1 – 2     | Nacional FBC           | 25 de Noviembre          | 25 de mayo | 15:00     | 2 Tacna Sports DyJ Sports                          |
| 4                                                         | Diablos Rojos           | 1 – 1     | Patriotas FC           | Guillermo Briceño R.     | 25 de mayo | 15:00     | DyJ Sports                                         |
| 2                                                         | Alianza Lima II         | 3 – 4     | Unión Huaral           | Iván Elías Moreno        | 26 de mayo | 11:00     | —                                                  |
| 3                                                         | ADT II                  | 3 – 0     | Deportivo Ucrania      | Unión Tarma              | 26 de mayo | 15:00     | 2 Tres Toros DyJ Sports                            |
| 3                                                         | Deportivo Municipal (P) | 3 – 0     | Rauker FC              | Cancelado                | Cancelado  | Cancelado | —                                                  |
| Libres: Cultural Volante, Ecosem Pasco y Juventud Alfa FC |                         |           |                        |                          |            |           |                                                    |

| Fecha 7                                                | Fecha 7                | Fecha 7   | Fecha 7                 | Fecha 7                | Fecha 7    | Fecha 7   | Fecha 7                                                 |
| G.                                                     | Local                  | Resultado | Visitante               | Estadio                | Fecha      | Hora      | Transmisión                                             |
| ------------------------------------------------------ | ---------------------- | --------- | ----------------------- | ---------------------- | ---------- | --------- | ------------------------------------------------------- |
| 2                                                      | Amazon Callao          | 0 – 1     | Unión Huaral            | Campolo Alcalde        | 30 de mayo | 11:00     | —                                                       |
| 1                                                      | Sport Bolognesi        | 0 – 3     | Deportivo Lute          | Municipal de Papayal   | 31 de mayo | 15:00     | —                                                       |
| 2                                                      | Centro Social          | 1 – 0     | Sport Boys II           | Valeriano López        | 31 de mayo | 15:00     | —                                                       |
| 3                                                      | Nuevo San Cristóbal    | 2 – 0     | Deportivo Municipal (P) | Municipal de Kimbiri   | 31 de mayo | 15:00     | —                                                       |
| 4                                                      | Patriotas FC           | 3 – 2     | Juventud Alfa FC        | Jorge Basadre          | 31 de mayo | 15:00     | 2 Cable Tacna DyJ Sports                                |
| 2                                                      | Estudiantil CNI        | 0 – 0     | Alianza Lima II         | Max Augustin           | 31 de mayo | 15:15     | 2 UNAP TV DyJ Sports                                    |
| 4                                                      | Nacional FBC           | 1 – 0     | Diablos Rojos           | Juan Carlos Oblitas    | 31 de mayo | 19:00     | —                                                       |
| 4                                                      | FBC Melgar II          | 2 – 3     | Def. José María Arg.    | CAR de FBC Melgar      | 1 de junio | 11:00     | —                                                       |
| 4                                                      | Alto Rendimiento       | 1 – 2     | FCR San Antonio         | Municipal de Huepetuhe | 1 de junio | 14:30     | —                                                       |
| 1                                                      | Juan Aurich            | 1 – 0     | Juventus FC             | Carlos Samamé Cáceres  | 1 de junio | 15:00     | 2 TeleSystem DyJ Sports                                 |
| 1                                                      | Unión Sto. Domingo     | 1 – 0     | Juventud Cautivo        | Kuélap                 | 1 de junio | 15:00     | 3 Sqala TV TeleSystem DyJ Sports                        |
| 2                                                      | Universitario II       | 3 – 0     | Deportivo Municipal     | Campo Mar - U          | 1 de junio | 15:00     | 2 Panamericana DyJ Sports                               |
| 2                                                      | Juventud Sto. Domingo  | 1 – 1     | Pacífico FC SMP         | Pedro Huamán Román     | 1 de junio | 15:00     | 3 Best Cable Pacífico FC DyJ Sports                     |
| 3                                                      | Deportivo Ucrania      | 5 – 0     | Ecosem Pasco            | IPD Nueva Cajamarca    | 1 de junio | 15:00     | 5 Enet Fiber TV Maya TV SolNet TV Tres Toros DyJ Sports |
| 3                                                      | UDA                    | 1 – 0     | Construcción Civil      | IPD Huancavelica       | 1 de junio | 15:00     | 2 PXDxt DyJ Sports                                      |
| 1                                                      | Univ. César Vallejo II | 1 – 0     | Cultural Volante        | César Acuña Peralta    | 2 de junio | 15:00     | 2 TV Cosmos DyJ Sports                                  |
| 3                                                      | Rauker FC              | 0 – 3     | ADT II                  | Cancelado              | Cancelado  | Cancelado | —                                                       |
| Libres: Carlos Stein, Cienciano II y Sport Huancayo II |                        |           |                         |                        |            |           |                                                         |

| Fecha 8                                                          | Fecha 8                 | Fecha 8   | Fecha 8               | Fecha 8                  | Fecha 8    | Fecha 8   | Fecha 8                               |
| G.                                                               | Local                   | Resultado | Visitante             | Estadio                  | Fecha      | Hora      | Transmisión                           |
| ---------------------------------------------------------------- | ----------------------- | --------- | --------------------- | ------------------------ | ---------- | --------- | ------------------------------------- |
| 3                                                                | ADT II                  | 4 – 2     | Nuevo San Cristóbal   | Unión Tarma              | 6 de junio | 11:00     | —                                     |
| 2                                                                | Alianza Lima II         | 2 – 0     | Amazon Callao         | AELU                     | 6 de junio | 11:00     | —                                     |
| 2                                                                | Sport Boys II           | 2 – 1     | Estudiantil CNI       | Campolo Alcalde          | 7 de junio | 10:00     | —                                     |
| 4                                                                | Def. José María Arg.    | 4 – 0     | Cienciano II          | Municipal de Talavera    | 7 de junio | 13:00     | —                                     |
| 3                                                                | Construcción Civil      | 1 – 1     | Sport Huancayo II     | Heraclio Tapia           | 7 de junio | 15:00     | 2 Tres Toros DyJ Sports               |
| 1                                                                | Juventus FC             | 3 – 1     | Unión Sto. Domingo    | Municipal de Huamachuco  | 7 de junio | 15:00     | 3 Enet Fiber TV TeleSystem DyJ Sports |
| 1                                                                | Deportivo Lute          | 3 – 1     | Carlos Stein          | Municipal de la Juventud | 7 de junio | 15:00     | 2 TeleSystem DyJ Sports               |
| 1                                                                | Cultural Volante        | 2 – 0     | Juan Aurich           | El Frutillo              | 7 de junio | 15:15     | 3 TeleSystem Libertad Dep. DyJ Sports |
| 2                                                                | Unión Huaral            | 0 – 3     | Juventud Sto. Domingo | Julio Lores Colán        | 7 de junio | 15:30     | —                                     |
| 4                                                                | FCR San Antonio         | 0 – 0     | FBC Melgar II         | 25 de Noviembre          | 8 de junio | 13:00     | —                                     |
| 2                                                                | Deportivo Municipal     | 5 – 1     | Centro Social         | Municipal de Chorrillos  | 8 de junio | 15:00     | 2 Panamericana DyJ Sports             |
| 3                                                                | Deportivo Municipal (P) | 1 – 1     | UDA                   | Municipal de Mazamari    | 8 de junio | 15:00     | —                                     |
| 4                                                                | Juventud Alfa FC        | 2 – 0     | Nacional FBC          | Thomas E. Payne          | 8 de junio | 15:00     | 2 Juv. Alfa FC DyJ Sports             |
| 4                                                                | Diablos Rojos           | 4 – 2     | Alto Rendimiento      | Guillermo Briceño R.     | 8 de junio | 15:00     | —                                     |
| 1                                                                | Juventud Cautivo        | 7 – 1     | Sport Bolognesi       | Campeones del 36         | 8 de junio | 15:15     | 2 TC Smart DyJ Sports                 |
| 2                                                                | Pacífico FC SMP         | 1 – 1     | Universitario II      | Campo Mar - U            | 9 de junio | 11:00     | —                                     |
| 3                                                                | Ecosem Pasco            | 3 – 0     | Rauker FC             | Cancelado                | Cancelado  | Cancelado | —                                     |
| Libres: Deportivo Ucrania, Patriotas FC y Univ. César Vallejo II |                         |           |                       |                          |            |           |                                       |

| Fecha 9                                                               | Fecha 9               | Fecha 9   | Fecha 9                 | Fecha 9                   | Fecha 9     | Fecha 9   | Fecha 9                          |
| G.                                                                    | Local                 | Resultado | Visitante               | Estadio                   | Fecha       | Hora      | Transmisión                      |
| --------------------------------------------------------------------- | --------------------- | --------- | ----------------------- | ------------------------- | ----------- | --------- | -------------------------------- |
| 3                                                                     | Nuevo San Cristóbal   | 2 – 1     | Ecosem Pasco            | Municipal de Kimbiri      | 10 de junio | 15:00     | 2 Maya TV DyJ Sports             |
| 3                                                                     | Sport Huancayo II     | 1 – 1     | Deportivo Municipal (P) | Huancayo                  | 11 de junio | 11:00     | 2 DXT Uno DyJ Sports             |
| 4                                                                     | FBC Melgar II         | 0 – 3     | Diablos Rojos           | CAR de FBC Melgar         | 11 de junio | 14:00     | —                                |
| 1                                                                     | Sport Bolognesi       | 2 – 1     | Juventus FC             | Municipal de Papayal      | 11 de junio | 15:00     | —                                |
| 1                                                                     | Juan Aurich           | 2 – 0     | Univ. César Vallejo II  | Carlos Samamé Cáceres     | 11 de junio | 15:00     | 2 TeleSystem DyJ Sports          |
| 1                                                                     | Unión Sto. Domingo    | 3 – 0     | Cultural Volante        | Kuélap                    | 11 de junio | 15:00     | 3 Sqala TV TeleSystem DyJ Sports |
| 1                                                                     | Carlos Stein          | 0 – 3     | Juventud Cautivo        | Wilberto Herrera Carlín   | 11 de junio | 15:00     | 2 TC Smart DyJ Sports            |
| 2                                                                     | Estudiantil CNI       | 4 – 2     | Deportivo Municipal     | Max Augustin              | 11 de junio | 15:00     | 2 UNAP TV DyJ Sports             |
| 4                                                                     | Cienciano II          | 3 – 0     | FCR San Antonio         | Inca Garcilaso de la Vega | 11 de junio | 15:00     | —                                |
| 4                                                                     | Nacional FBC          | 1 – 0     | Patriotas FC            | Juan Carlos Oblitas       | 11 de junio | 19:00     | 2 Cable Tacna DyJ Sports         |
| 2                                                                     | Sport Boys II         | 4 – 0     | Alianza Lima II         | Campolo Alcalde           | 12 de junio | 11:00     | DyJ Sports                       |
| 2                                                                     | Universitario II      | 1 – 0     | Unión Huaral            | Campo Mar - U             | 12 de junio | 11:00     | —                                |
| 2                                                                     | Juventud Sto. Domingo | 3 – 2     | Amazon Callao           | Pedro Huamán Román        | 12 de junio | 15:00     | —                                |
| 2                                                                     | Centro Social         | 2 – 1     | Pacífico FC SMP         | Valeriano López           | 12 de junio | 15:00     | —                                |
| 4                                                                     | Alto Rendimiento      | 1 – 1     | Juventud Alfa FC        | Municipal de Huepetuhe    | 12 de junio | 15:00     | —                                |
| 3                                                                     | UDA                   | 2 – 2     | ADT II                  | IPD Huancavelica          | 12 de junio | 15:00     | 2 PXDxt DyJ Sports               |
| 3                                                                     | Rauker FC             | 0 – 3     | Deportivo Ucrania       | Cancelado                 | Cancelado   | Cancelado | —                                |
| Libres: Construcción Civil, Def. José María Arguedas y Deportivo Lute |                       |           |                         |                           |             |           |                                  |

| Fecha 10                                      | Fecha 10              | Fecha 10  | Fecha 10                | Fecha 10                 | Fecha 10    | Fecha 10 | Fecha 10                                |
| G.                                            | Local                 | Resultado | Visitante               | Estadio                  | Fecha       | Hora     | Transmisión                             |
| --------------------------------------------- | --------------------- | --------- | ----------------------- | ------------------------ | ----------- | -------- | --------------------------------------- |
| 3                                             | Nuevo San Cristóbal   | 0 – 1     | Deportivo Ucrania       | Municipal de Kimbiri     | 14 de junio | 15:00    | 3 Enet Fiber TV Terreno Dep. DyJ Sports |
| 3                                             | Construcción Civil    | 3 – 1     | Deportivo Municipal (P) | Heraclio Tapia           | 15 de junio | 13:00    | 2 Tres Toros DyJ Sports                 |
| 3                                             | UDA                   | 2 – 1     | Ecosem Pasco            | IPD Huancavelica         | 15 de junio | 15:00    | 3 Maya TV PXDxt DyJ Sports              |
| 1                                             | Unión Sto. Domingo    | 1 – 0     | Univ. César Vallejo II  | Kuélap                   | 15 de junio | 15:00    | 3 Sqala TV TeleSystem DyJ Sports        |
| 1                                             | Deportivo Lute        | 1 – 0     | Juventud Cautivo        | Municipal de la Juventud | 15 de junio | 15:00    | 2 TeleSystem DyJ Sports                 |
| 1                                             | Carlos Stein          | 4 – 1     | Juventus FC             | Wilberto Herrera Carlín  | 15 de junio | 15:00    | 2 TC Smart DyJ Sports                   |
| 1                                             | Sport Bolognesi       | 3 – 1     | Cultural Volante        | Mariscal Cáceres         | 15 de junio | 15:00    | —                                       |
| 2                                             | Centro Social         | 0 – 2     | Unión Huaral            | Valeriano López          | 15 de junio | 15:00    | —                                       |
| 2                                             | Juventud Sto. Domingo | 1 – 1     | Alianza Lima II         | Pedro Huamán Román       | 15 de junio | 15:00    | —                                       |
| 4                                             | Def. José María Arg.  | 4 – 0     | FCR San Antonio         | Municipal de Talavera    | 15 de junio | 15:00    | —                                       |
| 2                                             | Universitario II      | 1 – 1     | Amazon Callao           | Campo Mar - U            | 16 de junio | 11:00    | —                                       |
| 4                                             | FBC Melgar II         | 2 – 1     | Juventud Alfa FC        | CAR de FBC Melgar        | 16 de junio | 14:30    | —                                       |
| 2                                             | Estudiantil CNI       | 1 – 1     | Pacífico FC SMP         | Max Augustin             | 16 de junio | 15:00    | 3 UNAP TV FPF DyJ Sports                |
| 3                                             | Sport Huancayo II     | 2 – 0     | ADT II                  | Huancayo                 | 16 de junio | 15:00    | 2 DXT Uno DyJ Sports                    |
| 4                                             | Alto Rendimiento      | 2 – 1     | Patriotas FC            | Municipal de Huepetuhe   | 16 de junio | 15:00    | —                                       |
| 4                                             | Cienciano II          | 2 – 2     | Diablos Rojos           | Thomas E. Payne          | 16 de junio | 15:00    | —                                       |
| 2                                             | Sport Boys II         | 2 – 1     | Deportivo Municipal     | Campolo Alcalde          | 17 de junio | 11:00    | —                                       |
| Libres: Juan Aurich, Nacional FBC y Rauker FC |                       |           |                         |                          |             |          |                                         |

| Fecha 11                                                            | Fecha 11               | Fecha 11  | Fecha 11             | Fecha 11                | Fecha 11    | Fecha 11  | Fecha 11                                     |
| G.                                                                  | Local                  | Resultado | Visitante            | Estadio                 | Fecha       | Hora      | Transmisión                                  |
| ------------------------------------------------------------------- | ---------------------- | --------- | -------------------- | ----------------------- | ----------- | --------- | -------------------------------------------- |
| 2                                                                   | Unión Huaral           | 2 – 1     | Estudiantil CNI      | Julio Lores Colán       | 21 de junio | 15:00     | —                                            |
| 3                                                                   | ADT II                 | 0 – 0     | Construcción Civil   | Unión Tarma             | 21 de junio | 15:00     | 2 Tres Toros DyJ Sports                      |
| 4                                                                   | Patriotas FC           | 3 – 0     | FBC Melgar II        | Jorge Basadre           | 21 de junio | 15:00     | 2 Cable Tacna DyJ Sports                     |
| 4                                                                   | Juventud Alfa FC       | 0 – 0     | Cienciano II         | Thomas E. Payne         | 21 de junio | 15:00     | 2 Juv. Alfa FC DyJ Sports                    |
| 1                                                                   | Juventus FC            | 4 – 1     | Deportivo Lute       | Municipal de Huamachuco | 21 de junio | 15:00     | 3 medios Enet Fiber TV TeleSystem DyJ Sports |
| 1                                                                   | Juan Aurich            | 0 – 0     | Unión Sto. Domingo   | Carlos Samamé Cáceres   | 21 de junio | 15:00     | 3 medios Enet Fiber TV TeleSystem DyJ Sports |
| 1                                                                   | Cultural Volante       | 2 – 1     | Carlos Stein         | El Frutillo             | 22 de junio | 15:00     | 3 TeleSystem Libertad Dep. DyJ Sports        |
| 2                                                                   | Juventud Sto. Domingo  | 0 – 2     | Universitario II     | Pedro Huamán Román      | 22 de junio | 15:00     | —                                            |
| 2                                                                   | Alianza Lima II        | 1 – 1     | Deportivo Municipal  | Hugo Sotil              | 22 de junio | 15:00     | 2 Panamericana DyJ Sports                    |
| 3                                                                   | Ecosem Pasco           | 1 – 1     | Sport Huancayo II    | Daniel Alcides Carrión  | 22 de junio | 15:00     | 2 Maya TV DyJ Sports                         |
| 4                                                                   | Diablos Rojos          | 2 – 3     | Def. José María Arg. | Guillermo Briceño R.    | 22 de junio | 15:00     | —                                            |
| 4                                                                   | Nacional FBC           | 2 – 0     | Alto Rendimiento     | Juan Carlos Oblitas     | 22 de junio | 15:00     | DyJ Sports                                   |
| 2                                                                   | Amazon Callao          | 0 – 1     | Centro Social        | Campolo Alcalde         | 22 de junio | 15:15     | —                                            |
| 2                                                                   | Pacífico FC SMP        | 1 – 2     | Sport Boys II        | Municipal de Chorrillos | 23 de junio | 11:00     | —                                            |
| 1                                                                   | Univ. César Vallejo II | 4 – 0     | Sport Bolognesi      | César Acuña Peralta     | 23 de junio | 12:00     | —                                            |
| 3                                                                   | Deportivo Ucrania      | 4 – 1     | UDA                  | IPD Nueva Cajamarca     | 23 de junio | 15:00     | 4 Enet Fiber TV SolNet TV PXDxt DyJ Sports   |
| 3                                                                   | Rauker FC              | 0 – 3     | Nuevo San Cristóbal  | Cancelado               | Cancelado   | Cancelado | —                                            |
| Libres: Deportivo Municipal (P), FCR San Antonio y Juventud Cautivo |                        |           |                      |                         |             |           |                                              |

| Fecha 12                                                            | Fecha 12                | Fecha 12  | Fecha 12               | Fecha 12                 | Fecha 12    | Fecha 12  | Fecha 12                                         |
| G.                                                                  | Local                   | Resultado | Visitante              | Estadio                  | Fecha       | Hora      | Transmisión                                      |
| ------------------------------------------------------------------- | ----------------------- | --------- | ---------------------- | ------------------------ | ----------- | --------- | ------------------------------------------------ |
| 2                                                                   | Sport Boys II           | 1 – 0     | Unión Huaral           | Campolo Alcalde          | 27 de junio | 11:00     | —                                                |
| 3                                                                   | Sport Huancayo II       | 2 – 0     | Deportivo Ucrania      | Huancayo                 | 27 de junio | 11:00     | 3 Enet Fiber TV DXT Uno DyJ Sports               |
| 4                                                                   | Cienciano II            | 2 – 1     | Patriotas FC           | Túpac Amaru              | 27 de junio | 15:00     | 2 Cable Tacna DyJ Sports                         |
| 4                                                                   | FCR San Antonio         | 1 – 1     | Diablos Rojos          | 25 de Noviembre          | 27 de junio | 15:15     | —                                                |
| 1                                                                   | Sport Bolognesi         | 0 – 0     | Juan Aurich            | Mariscal Cáceres         | 28 de junio | 15:00     | —                                                |
| 1                                                                   | Juventud Cautivo        | 4 – 2     | Juventus FC            | Campeones del 36         | 28 de junio | 15:00     | 2 TC Smart DyJ Sports                            |
| 2                                                                   | Centro Social           | 1 – 0     | Juventud Sto. Domingo  | Valeriano López          | 28 de junio | 15:00     | —                                                |
| 2                                                                   | Deportivo Municipal     | 1 – 1     | Pacífico FC SMP        | Municipal de Chorrillos  | 28 de junio | 15:00     | —                                                |
| 2                                                                   | Estudiantil CNI         | 4 – 0     | Amazon Callao          | Max Augustin             | 28 de junio | 15:15     | 2 UNAP TV DyJ Sports                             |
| 4                                                                   | Def. José María Arg.    | 0 – 1     | Juventud Alfa FC       | Municipal de Talavera    | 28 de junio | 15:15     | —                                                |
| 4                                                                   | FBC Melgar II           | 3 – 3     | Nacional FBC           | CAR de FBC Melgar        | 29 de junio | 14:00     | —                                                |
| 1                                                                   | Carlos Stein            | 2 – 2     | Univ. César Vallejo II | Wilberto Herrera Carlín  | 29 de junio | 15:00     | —                                                |
| 1                                                                   | Deportivo Lute          | 1 – 0     | Cultural Volante       | Municipal de la Juventud | 29 de junio | 15:00     | 4 TeleSystem Libertad Dep. SolyMar M. DyJ Sports |
| 2                                                                   | Alianza Lima II         | 1 – 0     | Universitario II       | Hugo Sotil               | 29 de junio | 15:00     | 2 Panamericana DyJ Sports                        |
| 3                                                                   | Deportivo Municipal (P) | 0 – 3     | ADT II                 | Municipal de Mazamari    | 29 de junio | 15:00     | DyJ Sports                                       |
| 3                                                                   | Construcción Civil      | 2 – 0     | Ecosem Pasco           | Heraclio Tapia           | 29 de junio | 15:00     | 2 Maya TV DyJ Sports                             |
| 3                                                                   | UDA                     | 3 – 0     | Rauker FC              | Cancelado                | Cancelado   | Cancelado | —                                                |
| Libres: Alto Rendimiento, Nuevo San Cristóbal y Unión Santo Domingo |                         |           |                        |                          |             |           |                                                  |

| Fecha 13                                    | Fecha 13               | Fecha 13  | Fecha 13                | Fecha 13                | Fecha 13   | Fecha 13  | Fecha 13                               |
| G.                                          | Local                  | Resultado | Visitante               | Estadio                 | Fecha      | Hora      | Transmisión                            |
| ------------------------------------------- | ---------------------- | --------- | ----------------------- | ----------------------- | ---------- | --------- | -------------------------------------- |
| 2                                           | Universitario II       | 3 – 1     | Centro Social           | Campo Mar - U           | 3 de julio | 11:00     | —                                      |
| 2                                           | Pacífico FC SMP        | 2 – 0     | Alianza Lima II         | Municipal de Chorrillos | 4 de julio | 11:00     | —                                      |
| 2                                           | Amazon Callao          | 1 – 1     | Sport Boys II           | Campolo Alcalde         | 4 de julio | 11:00     | DyJ Sports                             |
| 1                                           | Univ. César Vallejo II | 0 – 2     | Deportivo Lute          | César Acuña Peralta     | 4 de julio | 13:00     | 3 TeleSystem SolyMar M. DyJ Sports     |
| 1                                           | Juan Aurich            | 0 – 0     | Carlos Stein            | Carlos Samamé Cáceres   | 5 de julio | 15:00     | 2 TeleSystem DyJ Sports                |
| 1                                           | Cultural Volante       | 3 – 0     | Juventud Cautivo        | El Frutillo             | 5 de julio | 15:00     | 3 TeleSystem Libertad Dep. DyJ Sports  |
| 1                                           | Unión Sto. Domingo     | 5 – 1     | Sport Bolognesi         | Kuélap                  | 5 de julio | 15:00     | —                                      |
| 2                                           | Juventud Sto. Domingo  | 0 – 4     | Estudiantil CNI         | Pedro Huamán Román      | 5 de julio | 15:00     | —                                      |
| 3                                           | Nuevo San Cristóbal    | 3 – 0     | UDA                     | Municipal de Kimbiri    | 5 de julio | 15:00     | 3 PXDxt Terreno Dep. DyJ Sports        |
| 3                                           | Deportivo Ucrania      | 1 – 1     | Construcción Civil      | IPD Nueva Cajamarca     | 5 de julio | 15:00     | 3 Enet Fiber TV NQ Deportes DyJ Sports |
| 4                                           | Alto Rendimiento       | 0 – 2     | FBC Melgar II           | Municipal de Huepetuhe  | 5 de julio | 15:00     | —                                      |
| 4                                           | Patriotas FC           | 0 – 1     | Def. José María Arg.    | Jorge Basadre           | 5 de julio | 15:00     | 2 Cable Tacna DyJ Sports               |
| 2                                           | Unión Huaral           | 2 – 1     | Deportivo Municipal     | Julio Lores Colán       | 6 de julio | 15:00     | —                                      |
| 4                                           | Nacional FBC           | 2 – 0     | Cienciano II            | Juan Carlos Oblitas     | 6 de julio | 15:00     | —                                      |
| 4                                           | Juventud Alfa FC       | 4 – 2     | FCR San Antonio         | Thomas E. Payne         | 6 de julio | 15:00     | 2 Juv. Alfa FC DyJ Sports              |
| 3                                           | Ecosem Pasco           | 2 – 1     | Deportivo Municipal (P) | Daniel Alcides Carrión  | 6 de julio | 15:00     | 2 Maya TV DyJ Sports                   |
| 3                                           | Rauker FC              | 0 – 3     | Sport Huancayo II       | Cancelado               | Cancelado  | Cancelado | —                                      |
| Libres: ADT II, Juventus FC y Diablos Rojos |                        |           |                         |                         |            |           |                                        |

| Fecha 14                                     | Fecha 14                | Fecha 14  | Fecha 14               | Fecha 14                 | Fecha 14   | Fecha 14  | Fecha 14                               |
| G.                                           | Local                   | Resultado | Visitante              | Estadio                  | Fecha      | Hora      | Transmisión                            |
| -------------------------------------------- | ----------------------- | --------- | ---------------------- | ------------------------ | ---------- | --------- | -------------------------------------- |
| 3                                            | Sport Huancayo II       | 2 – 3     | Nuevo San Cristóbal    | Huancayo                 | 8 de julio | 11:00     | —                                      |
| 1                                            | Deportivo Lute          | 2 – 0     | Juan Aurich            | Municipal de la Juventud | 8 de julio | 15:00     | 2 TeleSystem DyJ Sports                |
| 1                                            | Juventud Cautivo        | 1 – 1     | Univ. César Vallejo II | Campeones del 36         | 8 de julio | 15:00     | 2 TC Smart DyJ Sports                  |
| 2                                            | Pacífico FC SMP         | 0 – 0     | Unión Huaral           | Municipal de Chorrillos  | 9 de julio | 9:30      | —                                      |
| 2                                            | Alianza Lima II         | 4 – 0     | Centro Social          | Hugo Sotil               | 9 de julio | 11:00     | —                                      |
| 2                                            | Sport Boys II           | 1 – 2     | Juventud Sto. Domingo  | Campolo Alcalde          | 9 de julio | 11:00     | DyJ Sports                             |
| 1                                            | Juventus FC             | 1 – 0     | Cultural Volante       | Municipal de Huamachuco  | 9 de julio | 15:00     | 3 TeleSystem Libertad Dep. DyJ Sports  |
| 1                                            | Carlos Stein            | 3 – 1     | Unión Sto. Domingo     | Wilberto Herrera Carlín  | 9 de julio | 15:00     | —                                      |
| 2                                            | Deportivo Municipal     | 2 – 3     | Amazon Callao          | Municipal de Chorrillos  | 9 de julio | 15:00     | —                                      |
| 3                                            | Deportivo Municipal (P) | 2 – 2     | Deportivo Ucrania      | Municipal de Mazamari    | 9 de julio | 15:00     | 3 Enet Fiber TV NQ Deportes DyJ Sports |
| 3                                            | ADT II                  | 1 – 0     | Ecosem Pasco           | Unión Tarma              | 9 de julio | 15:00     | 2 Maya TV DyJ Sports                   |
| 4                                            | FCR San Antonio         | 1 – 3     | Patriotas FC           | 25 de Noviembre          | 9 de julio | 15:00     | 2 Cable Tacna DyJ Sports               |
| 4                                            | Cienciano II            | 2 – 0     | Alto Rendimiento       | Túpac Amaru              | 9 de julio | 15:00     | —                                      |
| 4                                            | Diablos Rojos           | 0 – 9     | Juventud Alfa FC       | Guillermo Briceño R.     | 9 de julio | 15:00     | —                                      |
| 4                                            | Def. José María Arg.    | 1 – 1     | Nacional FBC           | Municipal de Talavera    | 9 de julio | 15:00     | —                                      |
| 2                                            | Estudiantil CNI         | 1 – 1     | Universitario II       | Max Augustin             | 9 de julio | 15:15     | 2 UNAP TV DyJ Sports                   |
| 3                                            | Construcción Civil      | 3 – 0     | Rauker FC              | Cancelado                | Cancelado  | Cancelado | —                                      |
| Libres: FBC Melgar II, Sport Bolognesi y UDA |                         |           |                        |                          |            |           |                                        |

| Fecha 15                                                  | Fecha 15               | Fecha 15  | Fecha 15                | Fecha 15               | Fecha 15    | Fecha 15  | Fecha 15                               |
| G.                                                        | Local                  | Resultado | Visitante               | Estadio                | Fecha       | Hora      | Transmisión                            |
| --------------------------------------------------------- | ---------------------- | --------- | ----------------------- | ---------------------- | ----------- | --------- | -------------------------------------- |
| 1                                                         | Sport Bolognesi        | 4 – 0     | Carlos Stein            | Municipal de Papayal   | 12 de julio | 15:00     | —                                      |
| 1                                                         | Juan Aurich            | 2 – 0     | Juventud Cautivo        | Carlos Samamé Cáceres  | 12 de julio | 15:00     | 2 TeleSystem DyJ Sports                |
| 3                                                         | Nuevo San Cristóbal    | 2 – 1     | Construcción Civil      | Municipal de Kimbiri   | 12 de julio | 15:00     | 2 Terreno Dep. DyJ Sports              |
| 2                                                         | Centro Social          | 2 – 1     | Estudiantil CNI         | Valeriano López        | 13 de julio | 12:00     | —                                      |
| 1                                                         | Unión Sto. Domingo     | 2 – 1     | Deportivo Lute          | Kuélap                 | 13 de julio | 15:00     | 3 TeleSystem SolyMar M. DyJ Sports     |
| 2                                                         | Juventud Sto. Domingo  | 1 – 1     | Deportivo Municipal     | Pedro Huamán Román     | 13 de julio | 15:00     | —                                      |
| 2                                                         | Unión Huaral           | 0 – 1     | Alianza Lima II         | Julio Lores Colán      | 13 de julio | 15:00     | —                                      |
| 3                                                         | UDA                    | 0 – 1     | Sport Huancayo II       | IPD Huancavelica       | 13 de julio | 15:00     | 2 PXDxt DyJ Sports                     |
| 3                                                         | Deportivo Ucrania      | 1 – 1     | ADT II                  | IPD Nueva Cajamarca    | 13 de julio | 15:00     | 3 Enet Fiber TV NQ Deportes DyJ Sports |
| 4                                                         | Alto Rendimiento       | 2 – 3     | Def. José María Arg.    | Municipal de Huepetuhe | 13 de julio | 15:00     | —                                      |
| 4                                                         | Nacional FBC           | 1 – 1     | FCR San Antonio         | Juan Carlos Oblitas    | 13 de julio | 15:00     | DyJ Sports                             |
| 4                                                         | Patriotas FC           | 8 – 1     | Diablos Rojos           | Jorge Basadre          | 13 de julio | 15:00     | 2 Cable Tacna DyJ Sports               |
| 2                                                         | Amazon Callao          | 0 – 0     | Pacífico FC SMP         | Campolo Alcalde        | 14 de julio | 11:00     | —                                      |
| 2                                                         | Universitario II       | 1 – 0     | Sport Boys II           | Campo Mar - U          | 14 de julio | 11:00     | DyJ Sports                             |
| 1                                                         | Univ. César Vallejo II | 1 – 3     | Juventus FC             | César Acuña Peralta    | 14 de julio | 12:00     | —                                      |
| 4                                                         | FBC Melgar II          | 3 – 1     | Cienciano II            | CAR de FBC Melgar      | 14 de julio | 14:00     | —                                      |
| 3                                                         | Rauker FC              | 0 – 3     | Deportivo Municipal (P) | Cancelado              | Cancelado   | Cancelado | —                                      |
| Libres: Cultural Volante, Ecosem Pasco y Juventud Alfa FC |                        |           |                         |                        |             |           |                                        |

| Fecha 16                                               | Fecha 16                | Fecha 16  | Fecha 16               | Fecha 16                 | Fecha 16    | Fecha 16  | Fecha 16                                       |
| G.                                                     | Local                   | Resultado | Visitante              | Estadio                  | Fecha       | Hora      | Transmisión                                    |
| ------------------------------------------------------ | ----------------------- | --------- | ---------------------- | ------------------------ | ----------- | --------- | ---------------------------------------------- |
| 2                                                      | Sport Boys II           | 2 – 0     | Centro Social          | Campolo Alcalde          | 18 de julio | 11:00     | DyJ Sports                                     |
| 2                                                      | Pacífico FC SMP         | 2 – 1     | Juventud Sto. Domingo  | Municipal de Chorrillos  | 18 de julio | 15:00     | —                                              |
| 1                                                      | Cultural Volante        | 3 – 0     | Univ. César Vallejo II | El Frutillo              | 19 de julio | 11:00     | 3 TeleSystem Libertad Dep. DyJ Sports          |
| 1                                                      | Deportivo Lute          | 1 – 1     | Sport Bolognesi        | Municipal de la Juventud | 19 de julio | 15:00     | 2 TeleSystem DyJ Sports                        |
| 3                                                      | Ecosem Pasco            | 0 – 3     | Deportivo Ucrania      | Daniel Alcides Carrión   | 19 de julio | 15:00     | 4 Enet Fiber TV Maya TV NQ Deportes DyJ Sports |
| 4                                                      | FCR San Antonio         | 0 – 0     | Alto Rendimiento       | 25 de Noviembre          | 19 de julio | 15:00     | —                                              |
| 4                                                      | Diablos Rojos           | 1 – 15    | Nacional FBC           | Guillermo Briceño R.     | 19 de julio | 15:00     | —                                              |
| 2                                                      | Alianza Lima II         | 1 – 1     | Estudiantil CNI        | Hugo Sotil               | 20 de julio | 11:00     | —                                              |
| 1                                                      | Juventud Cautivo        | 3 – 2     | Unión Sto. Domingo     | Campeones del 36         | 20 de julio | 15:00     | 3 TC Smart TeleSystem DyJ Sports               |
| 2                                                      | Deportivo Municipal     | 0 – 3     | Universitario II       | Municipal de Chorrillos  | 20 de julio | 15:00     | DyJ Sports                                     |
| 2                                                      | Unión Huaral            | 3 – 2     | Amazon Callao          | Julio Lores Colán        | 20 de julio | 15:00     | —                                              |
| 3                                                      | Deportivo Municipal (P) | 1 – 4     | Nuevo San Cristóbal    | Municipal de Mazamari    | 20 de julio | 15:00     | 2 Terreno Dep. DyJ Sports                      |
| 3                                                      | Construcción Civil      | 3 – 0     | UDA                    | Heraclio Tapia           | 20 de julio | 15:00     | —                                              |
| 4                                                      | Juventud Alfa FC        | 2 – 1     | Patriotas FC           | Thomas E. Payne          | 20 de julio | 15:00     | 2 Juv. Alfa FC DyJ Sports                      |
| 4                                                      | Def. José María Arg.    | 2 – 1     | FBC Melgar II          | Municipal de Talavera    | 20 de julio | 15:00     | —                                              |
| 1                                                      | Juventus FC             | 1 – 0     | Juan Aurich            | Municipal de Huamachuco  | 30 de julio | 15:00     | 2 TeleSystem DyJ Sports                        |
| 3                                                      | ADT II                  | 3 – 0     | Rauker FC              | Cancelado                | Cancelado   | Cancelado | —                                              |
| Libres: Carlos Stein, Cienciano II y Sport Huancayo II |                         |           |                        |                          |             |           |                                                |

| Fecha 17                                                         | Fecha 17              | Fecha 17  | Fecha 17                | Fecha 17                | Fecha 17    | Fecha 17  | Fecha 17                  |
| G.                                                               | Local                 | Resultado | Visitante               | Estadio                 | Fecha       | Hora      | Transmisión               |
| ---------------------------------------------------------------- | --------------------- | --------- | ----------------------- | ----------------------- | ----------- | --------- | ------------------------- |
| 4                                                                | Cienciano II          | 2 – 2     | Def. José María Arg.    | Túpac Amaru             | 25 de julio | 15:00     | —                         |
| 3                                                                | Sport Huancayo II     | 2 – 1     | Construcción Civil      | Huancayo                | 26 de julio | 11:00     | 2 DXT Uno DyJ Sports      |
| 1                                                                | Sport Bolognesi       | 1 – 1     | Juventud Cautivo        | Municipal de Papayal    | 26 de julio | 15:00     | —                         |
| 1                                                                | Carlos Stein          | 1 – 2     | Deportivo Lute          | Wilberto Herrera Carlín | 26 de julio | 15:00     | 2 TC Smart DyJ Sports     |
| 2                                                                | Centro Social         | 3 – 0     | Deportivo Municipal     | Valeriano López         | 26 de julio | 15:00     | —                         |
| 2                                                                | Amazon Callao         | 1 – 0     | Alianza Lima II         | Campolo Alcalde         | 27 de julio | 11:00     | —                         |
| 4                                                                | Nacional FBC          | 2 – 1     | Juventud Alfa FC        | Juan Carlos Oblitas     | 27 de julio | 14:00     | DyJ Sports                |
| 1                                                                | Unión Sto. Domingo    | 3 – 2     | Juventus FC             | Kuélap                  | 27 de julio | 15:00     | —                         |
| 1                                                                | Juan Aurich           | 2 – 0     | Cultural Volante        | Carlos Samamé Cáceres   | 27 de julio | 15:00     | DyJ Sports                |
| 2                                                                | Universitario II      | 0 – 1     | Pacífico FC SMP         | Campo Mar U             | 27 de julio | 15:00     | —                         |
| 2                                                                | Estudiantil CNI       | 1 – 0     | Sport Boys II           | Max Augustin            | 27 de julio | 15:00     | 2 UNAP TV DyJ Sports      |
| 2                                                                | Juventud Sto. Domingo | 1 – 1     | Unión Huaral            | Pedro Huamán Román      | 27 de julio | 15:00     | —                         |
| 3                                                                | Nuevo San Cristóbal   | 0 – 0     | ADT II                  | Municipal de Kimbiri    | 27 de julio | 15:00     | 2 Terreno Dep. DyJ Sports |
| 3                                                                | UDA                   | 3 – 2     | Deportivo Municipal (P) | IPD Huancavelica        | 27 de julio | 15:00     | 2 PXDxt DyJ Sports        |
| 4                                                                | Alto Rendimiento      | 7 – 1     | Diablos Rojos           | Municipal de Huepetuhe  | 27 de julio | 15:00     | —                         |
| 4                                                                | FBC Melgar II         | 5 – 0     | FCR San Antonio         | CAR de FBC Melgar       | 28 de julio | 14:00     | —                         |
| 3                                                                | Rauker FC             | 0 – 3     | Ecosem Pasco            | Cancelado               | Cancelado   | Cancelado | —                         |
| Libres: Deportivo Ucrania, Patriotas FC y Univ. César Vallejo II |                       |           |                         |                         |             |           |                           |

| Fecha 18                                                              | Fecha 18                | Fecha 18  | Fecha 18              | Fecha 18                | Fecha 18    | Fecha 18  | Fecha 18                              |
| G.                                                                    | Local                   | Resultado | Visitante             | Estadio                 | Fecha       | Hora      | Transmisión                           |
| --------------------------------------------------------------------- | ----------------------- | --------- | --------------------- | ----------------------- | ----------- | --------- | ------------------------------------- |
| 1                                                                     | Juventus FC             | 10 – 0    | Sport Bolognesi       | Municipal de Huamachuco | 2 de agosto | 15:00     | DyJ Sports                            |
| 1                                                                     | Univ. César Vallejo II  | 3 – 0     | Juan Aurich           | César Acuña Peralta     | 2 de agosto | 15:00     | —                                     |
| 1                                                                     | Cultural Volante        | 0 – 1     | Unión Sto. Domingo    | El Frutillo             | 2 de agosto | 15:00     | 3 TeleSystem Libertad Dep. DyJ Sports |
| 1                                                                     | Juventud Cautivo        | 2 – 1     | Carlos Stein          | Campeones del 36        | 2 de agosto | 15:00     | 2 TC Smart DyJ Sports                 |
| 3                                                                     | ADT II                  | 0 – 0     | UDA                   | Unión Tarma             | 2 de agosto | 15:00     | —                                     |
| 3                                                                     | Ecosem Pasco            | 1 – 2     | Nuevo San Cristóbal   | Daniel Alcides Carrión  | 2 de agosto | 15:00     | 3 Maya TV Terreno Dep. DyJ Sports     |
| 3                                                                     | Deportivo Municipal (P) | 2 – 3     | Sport Huancayo II     | Municipal de Mazamari   | 2 de agosto | 15:00     | 2 Studio JM DyJ Sports                |
| 2                                                                     | Deportivo Municipal     | 0 – 1     | Estudiantil CNI       | Municipal de Chorrillos | 3 de agosto | 15:00     | —                                     |
| 2                                                                     | Pacífico FC SMP         | 1 – 0     | Centro Social         | Campo Mar - U           | 3 de agosto | 15:00     | —                                     |
| 2                                                                     | Alianza Lima II         | 3 – 0     | Sport Boys II         | Hugo Sotil              | 3 de agosto | 15:00     | —                                     |
| 2                                                                     | Unión Huaral            | 1 – 1     | Universitario II      | Julio Lores Colán       | 3 de agosto | 15:00     | —                                     |
| 2                                                                     | Amazon Callao           | 2 – 1     | Juventud Sto. Domingo | Campolo Alcalde         | 3 de agosto | 15:00     | —                                     |
| 4                                                                     | Juventud Alfa FC        | 4 – 0     | Alto Rendimiento      | Thomas E. Payne         | 3 de agosto | 15:00     | 2 Juv. Alfa FC DyJ Sports             |
| 4                                                                     | Diablos Rojos           | 0 – 3     | FBC Melgar II         | Guillermo Briceño R.    | 3 de agosto | 15:00     | —                                     |
| 4                                                                     | FCR San Antonio         | 3 – 1     | Cienciano II          | 25 de Noviembre         | 3 de agosto | 15:00     | —                                     |
| 4                                                                     | Patriotas FC            | 1 – 2     | Nacional FBC          | Jorge Basadre           | 3 de agosto | 15:00     | 2 Cable Tacna DyJ Sports              |
| 3                                                                     | Deportivo Ucrania       | 3 – 0     | Rauker FC             | Cancelado               | Cancelado   | Cancelado | —                                     |
| Libres: Construcción Civil, Def. José María Arguedas y Deportivo Lute |                         |           |                       |                         |             |           |                                       |

## Fase Final

### Grupo A
| Pos. | Equipo              | Pts. | PJ | G | E | P | GF | GC | Dif. | Clasificación                |
| ---- | ------------------- | ---- | -- | - | - | - | -- | -- | ---- | ---------------------------- |
| 1    | Estudiantil CNI     | 4    | 1  | 1 | 0 | 0 | 3  | 1  | +2   | Play-offs (Cuartos de final) |
| 2    | Juventud Cautivo    | 3    | 1  | 1 | 0 | 0 | 2  | 0  | +2   | Play-offs (Cuartos de final) |
| 3    | Unión Santo Domingo | 2    | 1  | 0 | 0 | 1 | 0  | 2  | −2   |                              |
| 4    | Unión Huaral        | 0    | 1  | 0 | 0 | 1 | 1  | 3  | −2   |                              |

Actualizado a los partidos jugados el 17 de agosto de 2025.
 Fuente: FPF
Criterios de clasificación: Puntos · Diferencia de goles · Goles a favor · Duelos directos
Notas:
1. ↑  Bonificación de un punto (+1) por ser el segundo del Grupo 2.
2. ↑  Bonificación de dos puntos (+2) por ser el primero del Grupo 1.

### Grupo B
| Pos. | Equipo           | Pts. | PJ | G | E | P | GF | GC | Dif. | Clasificación                |
| ---- | ---------------- | ---- | -- | - | - | - | -- | -- | ---- | ---------------------------- |
| 1    | Deportivo Lute   | 3    | 1  | 1 | 0 | 0 | 2  | 0  | +2   | Play-offs (Cuartos de final) |
| 2    | Universitario II | 3    | 1  | 0 | 1 | 0 | 1  | 1  | 0    | Play-offs (Cuartos de final) |
| 3    | Alianza Lima II  | 1    | 1  | 0 | 1 | 0 | 1  | 1  | 0    |                              |
| 4    | Juventus FC      | 1    | 1  | 0 | 0 | 1 | 0  | 2  | −2   |                              |

Actualizado a los partidos jugados el 17 de agosto de 2025.
 Fuente: FPF
Criterios de clasificación: Puntos · Diferencia de goles · Goles a favor · Duelos directos
Notas:
1. ↑  Bonificación de dos puntos (+2) por ser el primero del Grupo 2.
2. ↑  Bonificación de un punto (+1) por ser el segundo del Grupo 1.

### Grupo C
| Pos. | Equipo              | Pts. | PJ | G | E | P | GF | GC | Dif. | Clasificación                |
| ---- | ------------------- | ---- | -- | - | - | - | -- | -- | ---- | ---------------------------- |
| 1    | FBC Melgar II       | 3    | 1  | 1 | 0 | 0 | 2  | 0  | +2   | Play-offs (Cuartos de final) |
| 2    | Deportivo Ucrania   | 3    | 1  | 0 | 1 | 0 | 2  | 2  | 0    | Play-offs (Cuartos de final) |
| 3    | Nuevo San Cristóbal | 1    | 1  | 0 | 1 | 0 | 2  | 2  | 0    |                              |
| 4    | Nacional FBC        | 1    | 1  | 0 | 0 | 1 | 0  | 2  | −2   |                              |

Actualizado a los partidos jugados el 17 de agosto de 2025.
 Fuente: FPF
Criterios de clasificación: Puntos · Diferencia de goles · Goles a favor · Duelos directos
Notas:
1. ↑  Bonificación de dos puntos (+2) por ser el primero del Grupo 3.
2. ↑  Bonificación de un punto (+1) por ser el segundo del Grupo 4.

### Grupo D
| Pos. | Equipo                   | Pts. | PJ | G | E | P | GF | GC | Dif. | Clasificación                |
| ---- | ------------------------ | ---- | -- | - | - | - | -- | -- | ---- | ---------------------------- |
| 1    | Sport Huancayo II        | 3    | 1  | 1 | 0 | 0 | 1  | 0  | +1   | Play-offs (Cuartos de final) |
| 2    | Def. José María Arguedas | 3    | 1  | 0 | 1 | 0 | 0  | 0  | 0    | Play-offs (Cuartos de final) |
| 3    | Juventud Alfa FC         | 1    | 1  | 0 | 1 | 0 | 0  | 0  | 0    |                              |
| 4    | Construcción Civil       | 1    | 1  | 0 | 0 | 1 | 0  | 1  | −1   |                              |

Actualizado a los partidos jugados el 16 de agosto de 2025.
 Fuente: FPF
Criterios de clasificación: Puntos · Diferencia de goles · Goles a favor · Duelos directos
Notas:
1. ↑  Bonificación de dos puntos (+2) por ser el primero del Grupo 4.
2. ↑  Bonificación de un punto (+1) por ser el segundo del Grupo 3.

### Resultados
- Los horarios corresponden a la hora local del Perú: (UTC–5).

| Fecha 1 | Fecha 1             | Fecha 1   | Fecha 1                  | Fecha 1                  | Fecha 1      | Fecha 1 | Fecha 1            | Fecha 1                                        |
| G.      | Local               | Resultado | Visitante                | Estadio                  | Fecha        | Hora    | Árbitro            | Transmisión                                    |
| ------- | ------------------- | --------- | ------------------------ | ------------------------ | ------------ | ------- | ------------------ | ---------------------------------------------- |
| C       | FBC Melgar II       | 2 – 0     | Nacional FBC             | CAR de FBC Melgar        | 15 de agosto | 14:00   | Johan Gutiérrez    | Toño Dep. DyJ Sports                           |
| B       | Deportivo Lute      | 2 – 0     | Juventus FC              | Municipal de la Juventud | 16 de agosto | 15:00   | José Carhuatocto   | SolyMar M. DyJ Sports                          |
| D       | Juventud Alfa FC    | 0 – 0     | Def. José María Arguedas | Thomas E. Payne          | 16 de agosto | 15:00   | Wilber Centeno     | Juv. Alfa FC DyJ Sports                        |
| B       | Alianza Lima II     | 1 – 1     | Universitario II         | Alejandro Villanueva     | 17 de agosto | 10:00   | Brandon Torrecilla | DyJ Sports                                     |
| A       | Unión Huaral        | 1 – 3     | Estudiantil CNI          | Julio Lores Colán        | 17 de agosto | 15:00   | Anthony Carlos     | —                                              |
| A       | Juventud Cautivo    | 2 – 1     | Unión Santo Domingo      | Campeones del 36         | 17 de agosto | 15:00   | Felipe Noriega     | DyJ Sports                                     |
| C       | Nuevo San Cristóbal | 2 – 2     | Deportivo Ucrania        | Municipal de Kimbiri     | 17 de agosto | 15:00   | Jorge Chávez       | 3 medios Enet Fiber TV Terreno Dep. DyJ Sports |
| D       | Sport Huancayo II   | 1 – 0     | Construcción Civil       | Huancayo                 | 18 de agosto | 11:00   | Rolly Nieto        | DXT Uno DyJ Sports                             |

| Fecha 2 | Fecha 2                  | Fecha 2   | Fecha 2             | Fecha 2                 | Fecha 2      | Fecha 2 | Fecha 2 | Fecha 2     |
| G.      | Local                    | Resultado | Visitante           | Estadio                 | Fecha        | Hora    | Árbitro | Transmisión |
| ------- | ------------------------ | --------- | ------------------- | ----------------------- | ------------ | ------- | ------- | ----------- |
| A       | Estudiantil CNI          |           | Juventud Cautivo    | Max Augustin            | 23 de agosto | 15:00   |         |             |
| B       | Juventus FC              |           | Alianza Lima II     | Municipal de Huamachuco | 23 de agosto | 15:00   |         |             |
| A       | Unión Santo Domingo      |           | Unión Huaral        | Kuélap                  | 24 de agosto | 15:00   |         |             |
| C       | Nacional FBC             |           | Nuevo San Cristóbal | Juan Carlos Oblitas     | 24 de agosto | 15:00   |         |             |
| C       | Deportivo Ucrania        |           | FBC Melgar II       | IPD Nueva Cajamarca     | 24 de agosto | 15:00   |         |             |
| D       | Construcción Civil       |           | Juventud Alfa FC    | Heraclio Tapia          | 24 de agosto | 15:00   |         |             |
| D       | Def. José María Arguedas |           | Sport Huancayo II   | Municipal de Talavera   | 24 de agosto | 15:00   |         |             |
| B       | Universitario II         |           | Deportivo Lute      | Campo Mar - U           | 25 de agosto | 11:00   |         |             |

| Fecha 3 | Fecha 3            | Fecha 3   | Fecha 3                  | Fecha 3                  | Fecha 3      | Fecha 3 | Fecha 3 | Fecha 3     |
| G.      | Local              | Resultado | Visitante                | Estadio                  | Fecha        | Hora    | Árbitro | Transmisión |
| ------- | ------------------ | --------- | ------------------------ | ------------------------ | ------------ | ------- | ------- | ----------- |
| D       | Sport Huancayo II  |           | Juventud Alfa FC         | Huancayo                 | 30 de agosto | 11:00   |         |             |
| C       | FBC Melgar II      |           | Nuevo San Cristóbal      | CAR de FBC Melgar        | 30 de agosto | 14:00   |         |             |
| A       | Unión Huaral       |           | Juventud Cautivo         | Julio Lores Colán        | 30 de agosto | 15:00   |         |             |
| B       | Juventus FC        |           | Universitario II         | Municipal de Huamachuco  | 30 de agosto | 15:00   |         |             |
| D       | Construcción Civil |           | Def. José María Arguedas | Heraclio Tapia           | 30 de agosto | 15:00   |         |             |
| A       | Estudiantil CNI    |           | Unión Santo Domingo      | Max Augustin             | 31 de agosto | 15:00   |         |             |
| B       | Deportivo Lute     |           | Alianza Lima II          | Municipal de la Juventud | 31 de agosto | 15:00   |         |             |
| C       | Nacional FBC       |           | Deportivo Ucrania        | Juan Carlos Oblitas      | 31 de agosto | 15:00   |         |             |

| Fecha 4 | Fecha 4             | Fecha 4   | Fecha 4                  | Fecha 4                  | Fecha 4 | Fecha 4 | Fecha 4 | Fecha 4     |
| G.      | Local               | Resultado | Visitante                | Estadio                  | Fecha   | Hora    | Árbitro | Transmisión |
| ------- | ------------------- | --------- | ------------------------ | ------------------------ | ------- | ------- | ------- | ----------- |
| A       | Juventud Cautivo    |           | Estudiantil CNI          | Campeones del 36         |         |         |         |             |
| A       | Unión Huaral        |           | Unión Santo Domingo      | Julio Lores Colán        |         |         |         |             |
| B       | Alianza Lima II     |           | Juventus FC              | Hugo Sotil               |         |         |         |             |
| B       | Deportivo Lute      |           | Universitario II         | Municipal de la Juventud |         |         |         |             |
| C       | Nuevo San Cristóbal |           | Nacional FBC             | Municipal de Kimbiri     |         |         |         |             |
| C       | FBC Melgar II       |           | Deportivo Ucrania        | CAR de FBC Melgar        |         |         |         |             |
| D       | Juventud Alfa FC    |           | Construcción Civil       | Thomas E. Payne          |         |         |         |             |
| D       | Sport Huancayo II   |           | Def. José María Arguedas | Huancayo                 |         |         |         |             |

| Fecha 5 | Fecha 5                  | Fecha 5   | Fecha 5            | Fecha 5              | Fecha 5 | Fecha 5 | Fecha 5 | Fecha 5     |
| G.      | Local                    | Resultado | Visitante          | Estadio              | Fecha   | Hora    | Árbitro | Transmisión |
| ------- | ------------------------ | --------- | ------------------ | -------------------- | ------- | ------- | ------- | ----------- |
| A       | Unión Santo Domingo      |           | Estudiantil CNI    | Kuélap               |         |         |         |             |
| A       | Juventud Cautivo         |           | Unión Huaral       | Campeones del 36     |         |         |         |             |
| B       | Universitario II         |           | Juventus FC        | Campo Mar - U        |         |         |         |             |
| B       | Alianza Lima II          |           | Deportivo Lute     | Hugo Sotil           |         |         |         |             |
| C       | Deportivo Ucrania        |           | Nacional FBC       | IPD Nueva Cajamarca  |         |         |         |             |
| C       | Nuevo San Cristóbal      |           | FBC Melgar II      | Municipal de Kimbiri |         |         |         |             |
| D       | Def. José María Arguedas |           | Construcción Civil | Los Chankas          |         |         |         |             |
| D       | Juventud Alfa FC         |           | Sport Huancayo II  | Thomas E. Payne      |         |         |         |             |

| Fecha 6 | Fecha 6                  | Fecha 6   | Fecha 6             | Fecha 6                 | Fecha 6 | Fecha 6 | Fecha 6 | Fecha 6     |
| G.      | Local                    | Resultado | Visitante           | Estadio                 | Fecha   | Hora    | Árbitro | Transmisión |
| ------- | ------------------------ | --------- | ------------------- | ----------------------- | ------- | ------- | ------- | ----------- |
| A       | Unión Santo Domingo      |           | Juventud Cautivo    | Kuélap                  |         |         |         |             |
| A       | Estudiantil CNI          |           | Unión Huaral        | Max Augustin            |         |         |         |             |
| B       | Universitario II         |           | Alianza Lima II     | Campo Mar - U           |         |         |         |             |
| B       | Juventus FC              |           | Deportivo Lute      | Municipal de Huamachuco |         |         |         |             |
| C       | Deportivo Ucrania        |           | Nuevo San Cristóbal | IPD Nueva Cajamarca     |         |         |         |             |
| C       | Nacional FBC             |           | FBC Melgar II       | Juan Carlos Oblitas     |         |         |         |             |
| D       | Def. José María Arguedas |           | Juventud Alfa FC    | Los Chnakas             |         |         |         |             |
| D       | Construcción Civil       |           | Sport Huancayo II   | Heraclio Tapia          |         |         |         |             |

## Tabla Acumulada
Al finalizar la Fase Regional y la Fase Final, se establecerá una Tabla de Posiciones Acumulada que evaluará el rendimiento de los equipos, considerando todos los partidos disputados en ambas fases, excepto los encuentros de definición. La clasificación se basará en los siguientes criterios: mayor puntaje, diferencia de goles y goles a favor. En caso de empate, se tomarán en cuenta los resultados obtenidos entre los clubes involucrados. Si la igualdad persiste, se aplicará el criterio de Fair Play y, como último recurso, se realizará un sorteo organizado por la Liga de Fútbol Profesional. Las posiciones finales de los equipos clasificados a los Play-offs serán determinantes, ya que definirán la condición de local en las llaves a partir de las semifinales.
| Pos. | Grp.  | Equipo                     | Pts. | PJ | G  | E | P  | GF | GC | Dif. | Clasificación y descenso                 |
| ---- | ----- | -------------------------- | ---- | -- | -- | - | -- | -- | -- | ---- | ---------------------------------------- |
| 1    | 2 (A) | Estudiantil CNI            | 34   | 19 | 9  | 7 | 3  | 31 | 13 | +18  | En zona de clasificación a los Play-Offs |
| 2    | 4 (D) | Def. José María Arguedas   | 34   | 17 | 10 | 4 | 3  | 35 | 19 | +16  | En zona de clasificación a los Play-Offs |
| 3    | 4 (D) | Juventud Alfa FC           | 33   | 17 | 10 | 3 | 4  | 36 | 15 | +21  | Clasificado a la Fase Final              |
| 4    | 2 (B) | Universitario II           | 33   | 19 | 9  | 6 | 4  | 29 | 12 | +17  | En zona de clasificación a los Play-Offs |
| 5    | 3 (D) | Sport Huancayo II          | 33   | 17 | 10 | 3 | 4  | 29 | 17 | +12  | En zona de clasificación a los Play-Offs |
| 6    | 4 (C) | Nacional FBC               | 32   | 17 | 9  | 5 | 3  | 40 | 21 | +19  | Clasificado a la Fase Final              |
| 7    | 1 (A) | Unión Santo Domingo        | 32   | 17 | 10 | 2 | 5  | 32 | 14 | +18  | Clasificado a la Fase Final              |
| 8    | 3 (C) | Deportivo Ucrania          | 32   | 17 | 9  | 5 | 3  | 31 | 15 | +16  | En zona de clasificación a los Play-Offs |
| 9    | 3 (C) | Nuevo San Cristóbal        | 32   | 17 | 10 | 2 | 5  | 32 | 20 | +12  | Clasificado a la Fase Final              |
| 10   | 3 (D) | Construcción Civil         | 31   | 17 | 9  | 4 | 4  | 27 | 12 | +15  | Clasificado a la Fase Final              |
| 11   | 2 (B) | Alianza Lima II            | 30   | 19 | 8  | 6 | 5  | 33 | 20 | +13  | Clasificado a la Fase Final              |
| 12   | 1 (A) | Juventud Cautivo           | 30   | 17 | 9  | 3 | 5  | 33 | 21 | +12  | En zona de clasificación a los Play-Offs |
| 13   | 1 (B) | Deportivo Lute             | 30   | 17 | 9  | 3 | 5  | 25 | 18 | +7   | En zona de clasificación a los Play-Offs |
| 14   | 3     | ADT II                     | 29   | 16 | 8  | 5 | 3  | 26 | 12 | +14  |                                          |
| 15   | 1 (B) | Juventus FC                | 29   | 17 | 9  | 2 | 6  | 37 | 24 | +13  | Clasificado a la Fase Final              |
| 16   | 4 (C) | FBC Melgar II              | 29   | 17 | 9  | 2 | 6  | 32 | 21 | +11  | En zona de clasificación a los Play-Offs |
| 17   | 2 (A) | Unión Huaral               | 29   | 19 | 8  | 5 | 6  | 25 | 22 | +3   | Clasificado a la Fase Final              |
| 18   | 2     | Sport Boys II              | 28   | 18 | 8  | 4 | 6  | 22 | 17 | +5   |                                          |
| 19   | 2     | Pacífico FC SMP            | 26   | 18 | 6  | 8 | 4  | 19 | 18 | +1   |                                          |
| 20   | 3     | UDA                        | 25   | 16 | 7  | 4 | 5  | 21 | 19 | +2   |                                          |
| 21   | 4     | Patriotas FC               | 22   | 16 | 7  | 1 | 8  | 30 | 18 | +12  |                                          |
| 22   | 1     | Juan Aurich                | 22   | 16 | 6  | 4 | 6  | 15 | 16 | −1   |                                          |
| 23   | 2     | Centro Social              | 22   | 18 | 7  | 1 | 10 | 16 | 32 | −16  |                                          |
| 24   | 2     | Deportivo Municipal        | 19   | 18 | 5  | 4 | 9  | 21 | 27 | −6   |                                          |
| 25   | 2     | Amazon Callao              | 18   | 18 | 5  | 3 | 10 | 16 | 28 | −12  |                                          |
| 26   | 1     | Sport Bolognesi            | 18   | 16 | 5  | 3 | 8  | 21 | 42 | −21  |                                          |
| 27   | 1     | UCV II                     | 17   | 16 | 4  | 5 | 7  | 20 | 22 | −2   |                                          |
| 28   | 1     | Cultural Volante           | 17   | 16 | 5  | 2 | 9  | 15 | 20 | −5   |                                          |
| 29   | 3     | Ecosem Pasco               | 17   | 15 | 5  | 2 | 8  | 18 | 27 | −9   |                                          |
| 30   | 4     | Alto Rendimiento           | 16   | 16 | 4  | 4 | 8  | 21 | 30 | −9   |                                          |
| 31   | 4     | Cienciano II               | 16   | 16 | 4  | 4 | 8  | 19 | 29 | −10  |                                          |
| 32   | 4     | FCR San Antonio            | 16   | 16 | 4  | 4 | 8  | 16 | 30 | −14  |                                          |
| 33   | 1     | Carlos Stein (D)           | 13   | 16 | 3  | 4 | 9  | 16 | 30 | −14  | Descenso a Copa Perú 2026                |
| 34   | 2     | Juventud Santo Domingo (D) | 13   | 18 | 3  | 4 | 11 | 15 | 39 | −24  | Descenso a Copa Perú 2026                |
| 35   | 3     | Deportivo Municipal (P)    | 9    | 16 | 2  | 3 | 11 | 18 | 32 | −14  |                                          |
| 36   | 4     | Diablos Rojos (D)          | 9    | 16 | 2  | 3 | 11 | 18 | 64 | −46  | Descalificado. Descenso a Copa Perú 2026 |
| 37   | 3     | Rauker FC (D)              | 0    | 16 | 0  | 0 | 16 | 0  | 48 | −48  | Descalificado. Descenso a Copa Perú 2026 |

Actualizado a los partidos jugados el 18 de agosto de 2025.
 Fuente: FPF
Criterios de clasificación: Puntos · Dif. de goles · Goles a favor · Duelos directos

## Estadísticas
| Jair Córdova                                | Def. José María Arguedas | 11 | 12 | 0.92 |
| Juan David Martínez                         | Sport Huancayo II        | 10 | 12 | 0.83 |
| Andrés Medina                               | Juventud Alfa FC         | 10 | 14 | 0.71 |
| Sinclair García                             | Juventud Cautivo         | 9  | 15 | 0.60 |
| Jesús Chávez                                | Pacífico F. C.           | 9  | 15 | 0.60 |
| Goth Quispe                                 | Nuevo San Cristóbal      | 9  | 10 | 0.90 |
| Víctor Guzmán                               | Alianza Lima II          | 9  | 10 | 0.90 |
| Pablo Labrín                                | Estudiantil CNI          | 8  | 16 | 0.50 |
| Nicolás Baluarte                            | Patriotas FC             | 8  | 15 | 0.53 |
| Angel Ruiz                                  | Juventud Cautivo         | 7  | 15 | 0.47 |
| Actualizado el 3 de agosto de 2025. Fuente: |                          |    |    |      |

| Pedro Zúñiga                                | Juventud Alfa FC    | 10 | 15 |
| Esael Vargas                                | Nacional FBC        | 8  | 14 |
| Ethiene Gonzales                            | Unión Huaral        | 6  | 15 |
| Luis Franco                                 | Juventud Alfa FC    | 5  | 11 |
| Jhon Barrueta                               | Construcción Civil  | 5  | 12 |
| Cristian Huallpa                            | Nuevo San Cristóbal | 5  | 13 |
| Aldair Huamán                               | Juventud Alfa FC    | 5  | 13 |
| Angel Ruiz                                  | Juventud Cautivo    | 5  | 15 |
| Rodrigo Guerrero                            | Estudiantil CNI     | 5  | 17 |
| Ricar Rodríguez                             | Universitario II    | 5  | 18 |
| Actualizado el 3 de agosto de 2025. Fuente: |                     |    |    |

## Anexos

### Partidos de pretemporada
| Fecha        | Ciudad           | Estadio                      | Local                    | Resul.           | Invitado                   | Denominación             |
| ------------ | ---------------- | ---------------------------- | ------------------------ | ---------------- | -------------------------- | ------------------------ |
| 22 de enero  | Lima             | Campo Mar - U                | Universitario II         | 0 - 2            | Selección de Panamá        | Amistoso                 |
| 8 de febrero | Lima             | Campo Mar - U                | Universitario II         | 0 - 0            | Universidad San Martín     | Amistoso                 |
| 2 de marzo   | Yurimaguas       | Ricardo Cruzalegui Rojas     | Deportivo PCR            | 0 - 2            | Deportivo Ucrania          | Amistoso                 |
| 2 de marzo   | San Lorenzo      | Gunther Vogel                | Belgrano II              | 2 - 0            | Universitario II           | C. Libertadores Sub-20   |
| 5 de marzo   | San Lorenzo      | Gunther Vogel                | Metropolitanos II        | 0 - 3            | Universitario II           | C. Libertadores Sub-20   |
| 8 de marzo   | Ypané            | CARFEM                       | Universitario II         | 1 - 0            | Fortaleza II               | C. Libertadores Sub-20   |
| 8 de marzo   | Huamachuco       | Municipal de Huamachuco      | Juventus FC              | 1 - 2            | Deportivo Llacuabamba      | Amistoso                 |
| 9 de marzo   | Moquegua         | 25 de Noviembre              | Deportivo Moquegua       | 3 - 1            | FBC Melgar II              | Amistoso                 |
| 12 de marzo  | Lima             | Desconocido                  | Sport Bolognesi          | Desconocido      | ADT Sub-18                 | Amistoso                 |
| 15 de marzo  | Coya             | Municipal de Coya            | Estudiantes Garcilaso    | Desconocido      | Juventud Alfa              | Amistoso                 |
| 15 de marzo  | Casma            | Valeriano López              | Centro Social            | 5 - 0            | Ariarthi FC                | Amistoso                 |
| 16 de marzo  | Tacna            | Jorge Basadre                | Bentín Tacna Heroica     | 1 - 1            | FCR San Antonio            | Amistoso                 |
| 16 de marzo  | Andahuaylas      | Municipal de Talavera        | Def. José María Arguedas | 1 - 3            | Los Chankas                | Amistoso                 |
| 19 de marzo  | Callao           | Campolo Alcalde              | Sport Boys II            | 10 - 0           | Selección de Chilca        | Amistoso                 |
| 21 de marzo  | Lima             | Campo Mar - U                | Universitario II         | 2 - 1            | Pacífico FC SMP            | Amistoso                 |
| 22 de Marzo  | Andahuaylillas   | Municipal de Andahuaylillas  | Palmeiras                | 0 - 4            | Juventud Alfa              | Amistoso                 |
| 22 de marzo  | Pariacoto        | Municipal de Pariacoto       | Centro Social            | 3 - 0            | Sport Áncash               | Amistoso                 |
| 22 de marzo  | Chachapoyas      | Kuélap                       | Unión Santo Domingo      | 0 - 1            | Deportivo Ucrania          | Tarde de Los Purtus      |
| 22 de marzo  | Tacna            | Jorge Basadre                | Bentín Tacna Heroica     | 4 - 1            | FBC Melgar II              | Amistoso                 |
| 22 de marzo  | Moquegua         | Modelo San Antonio           | FCR San Antonio          | 1 - 2            | Deportivo Municipal (L)    | Amistoso                 |
| 22 de marzo  | Piura            | Baffi                        | Juventud Cautivo         | 6 - 0            | San Miguel                 | Amistoso                 |
| 22 de marzo  | Piura            | Baffi                        | Juventud Cautivo         | 2 - 1            | San Miguel                 | Amistoso                 |
| 23 de marzo  | Callao           | Campolo Alcalde              | Amazon Callao            | 1 - 1            | Sport Bolognesi            | Amistoso                 |
| 23 de marzo  | Moquegua         | 25 de Noviembre              | Deportivo Moquegua       | Cancelado        | Nacional FBC               | Amistoso                 |
| 25 de marzo  | Nueva Cajamarca  | IPD Nueva Cajamarca          | Deportivo Ucrania        | 0 - 3            | Unión Comercio             | Tarde del Vendaval       |
| 26 de marzo  | Pangoa           | Colegio San Martín           | Deportivo Municipal (P)  | 3 - 2            | Universitario II           | T. del Equipo del Pueblo |
| 26 de marzo  | Huamachuco       | Municipal de Huamachuco      | Juventus FC              | Desconocido      | Unión Huamachuco           | Amistoso                 |
| 26 de marzo  | Callao           | Campolo Alcalde              | Sport Boys II            | Desconocido      | Deportivo Juárez           | Amistoso                 |
| 27 de marzo  | Huánuco          | Kotosh                       | Construcción Civil       | Desconocido      | Deportivo Pujay            | Amistoso                 |
| 28 de marzo  | Calca            | Thomas E. Payne              | Juventud Alfa            | Desconocido      | Deportivo Garcilaso Sub-18 | Amistoso                 |
| 28 de marzo  | Callao           | Gualberto Lizárraga          | Agremiados               | 0 - 9            | Sport Bolognesi            | Amistoso                 |
| 28 de marzo  | Piura            | Baffi                        | Juventud Cautivo         | 2 - 1            | Atlético Grau Sub-18       | Amistoso                 |
| 28 de marzo  | Callao           | Campolo Alcalde              | Sport Boys II            | 4 - 1            | Universidad San Marcos     | Amistoso                 |
| 29 de marzo  | Lima             | Villa USMP                   | Universidad San Martín   | 3 - 1            | Amazon Callao              | Amistoso                 |
| 29 de marzo  | Mocupe           | Ruperto Zambrano             | Deportivo Lute           | 2 - 2            | Universidad César Vallejo  | Tarde Lutense            |
| 29 de marzo  | Chimbote         | César Cueto                  | José Gálvez FBC          | 1 - 5            | Centro Social              | Amistoso                 |
| 29 de marzo  | Mollendo         | Juan Carlos Oblitas          | Nacional FBC             | 3 - 2            | Cienciano II               | Noche Albirroja          |
| 30 de marzo  | Tacna            | Jorge Basadre                | Bentín Tacna Heroica     | 3 - 0            | Alianza Lima II            | Amistoso                 |
| 30 de marzo  | Huancavelica     | IPD Huancavelica             | UDA                      | 1 - 0            | Pacífico FC SMP            | Amistoso                 |
| 30 de marzo  | Huepetuhe        | Municipal de Huepetuhe       | Alto Rendimiento         | 5 - 2            | Sport Agropecuario         | Amistoso                 |
| 3 de abril   | Abancay          | El Olivo                     | Miguel Grau              | 0 - 2            | Def. José María Arguedas   | Amistoso                 |
| 3 de abril   | Piura            | Baffi                        | Juventud Cautivo         | 1 - 0            | Atlético Torino            | Amistoso                 |
| 3 de abril   | Callao           | Campolo Alcalde              | Sport Boys II            | 1 - 1            | ASA FC                     | Amistoso                 |
| 4 de abril   | Huepetuhe        | Municipal de Huepetuhe       | La Macia Nace            | 1 - 2            | Alto Rendimiento           | Amistoso                 |
| 5 de abril   | Lima             | La Florida                   | Sporting Cristal Sub-18  | 3 - 2            | Amazon Callao              | Amistoso                 |
| 5 de abril   | Huamachuco       | Municipal de Huamachuco      | Juventus FC              | 1 - 0            | Centro Social              | Tarde Bianconera         |
| 5 de abril   | Lima             | Municipal de Chorrillos      | Ciclista Lima            | 1 - 1 (2 - 3) p. | Deportivo Municipal        | Amistoso                 |
| 5 de abril   | Tacna            | Jorge Basadre                | Patriotas FC             | 3 - 0            | Real Sociedad              | Amistoso                 |
| 5 de abril   | Mollendo         | Juan Carlos Oblitas          | Nacional FBC             | 1 - 3            | Alianza Lima II            | Amistoso                 |
| 5 de abril   | Urcos            | Municipal de Urcos           | Centenario FC            | 2 - 0            | Juventud Alfa              | Amistoso                 |
| 5 de abril   | Huepetuhe        | Municipal de Huepetuhe       | Alto Rendimiento         | Desconocido      | Cusco FC                   | Amistoso                 |
| 6 de abril   | Jaén             | Víctor Montoya Segura        | ADA Jaén                 | 1 - 0            | Unión Santo Domingo        | Amistoso                 |
| 7 de abril   | Tumbes           | Mariscal Cáceres             | Sport Bolognesi          | 2 - 0            | Huaquillas FC              | Amistoso Internacional   |
| 8 de abril   | Oropesa          | Oropesa                      | Cusco FC                 | 2 - 1            | Juventud Alfa              | Amistoso                 |
| 9 de abril   | Ferreñafe        | Carlos Samamé Cáceres        | Pirata FC                | 1 - 1            | Juan Aurich                | Amistoso                 |
| 10 de abril  | Huánuco          | Kotosh                       | Construcción Civil       | 4 - 1            | Independiente Huachog      | Amistoso                 |
| 10 de abril  | Moyobamba        | IPD Moyobamba                | Unión Moyobamba          | 2 - 2            | Deportivo Ucrania          | Amistoso                 |
| 11 de abril  | Sullana          | Campeones del 36             | Juventud Cautivo         | 1 - 2            | Atlético Torino            | Amistoso                 |
| 12 de abril  | Tacna            | La Bombonera                 | Patriotas FC             | 3 - 0            | Deportivo Municipal (L)    | Amistoso                 |
| 12 de abril  | Calca            | Thomas E. Payne              | Juventud Alfa            | 3 - 2            | Def. José María Arguedas   | Amistoso                 |
| 12 de abril  | Casma            | Valeriano López              | Centro Social            | 3 - 3            | Juventus FC                | Tarde del Vendaval       |
| 12 de abril  | Bagua Grande     | San Luis                     | Unión Santo Domingo      | 1 - 1            | ADA Jaén                   | Amistoso                 |
| 13 de abril  | Pucallpa         | Aliardo Soria                | Rauker FC                | 1 - 2            | Deportivo Municipal        | Amistoso                 |
| 13 de abril  | Huánuco          | Heraclio Tapia               | Construcción Civil       | 1 - 0            | León de Huánuco            | Amistoso                 |
| 13 de abril  | Huaral           | Julio Lores Colán            | Unión Huaral             | 0 - 1            | Amazon Callao              | Tarde del Pelicano       |
| 16 de abril  | Cerro de Pasco   | Municipal de Patarcocha      | Ecosem Pasco             | 2 - 1            | Tecnomin FC                | Amistoso                 |
| 18 de abril  | Huancavelica     | IPD Huancavelica             | UDA                      | 1 - 1            | Unión Ccano                | Amistoso                 |
| 17 de abril  | San Salvador     | Jesús Manuel Ampuero         | Señor Justo Juez         | 2 - 2            | Juventud Alfa FC           | Amistoso                 |
| 17 de abril  | Piura            | Baffi                        | Juventud Cautivo         | 16 - 0           | Deportivo Escabe           | Amistoso                 |
| 18 de abril  | Nauta            | Municipal de Nauta           | Deportivo Municipal (N)  | 0 - 1            | Estudiantil CNI            | Amistoso                 |
| 19 de abril  | Quiquijana       | Municipal de Quiquijana      | Juventud Quiquijana      | 0 - 2            | Juventud Alfa FC           | Amistoso                 |
| 20 de abril  | Bambamarca       | El Frutillo                  | Cultural Volante         | 2 - 1            | Deportivo Lute             | Tarde Crema              |
| 20 de abril  | San José de Sisa | Eladio Tapullima             | Real Sociedad            | 1 - 2            | Deportivo Ucrania          | Amistoso                 |
| 20 de abril  | Juliaca          | Guillermo Briceño Rosamedina | Diablos Rojos            | 1 - 1            | Credicoop San Román        | Amistoso                 |
| 20 de abril  | Pampas           | Daniel Hernández             | Unión Ccano              | 3 - 2            | UDA                        | Amistoso                 |
| 20 de abril  | Tacna            | Jorge Basadre                | Patriotas FC             | 2 - 1            | FCR San Antonio            | Amistoso                 |
| 20 de abril  | Piura            | Baffi                        | Juventud Cautivo         | 14 - 0           | Las Casuarinas             | Amistoso                 |

### Cambios de entrenadores
| Equipo                  | Entrenador (Jornadas)               | Salida      | Tipo de Salida     | Pos.   | Entrenador             | Entrada     | Último equipo dirigido |
| ----------------------- | ----------------------------------- | ----------- | ------------------ | ------ | ---------------------- | ----------- | ---------------------- |
| Sport Bolognesi         | Carlos Forastieri (Sin debut)       | 1 de marzo  | Reglamentario      | -      | Sandro Pizzali         | 12 de marzo | Sport Machete          |
| Sport Bolognesi         | Sandro Pizzali (Sin debut)          | 25 de marzo | Renuncia           | -      | Christian Brusnell     | 26 de marzo | Deportivo Maristas     |
| Sport Bolognesi         | Christian Brusnell (1-2 Regional)   | 5 de mayo   | Mutuo acuerdo      | 5° G1  | Edgar Alama            | 5 de mayo   | Debut como entrenador  |
| Pacífico FC SMP         | Diego Martínez (Sin debut)          | 8 de abril  | Reglamentario      | -      | Josué Castells         | 20 de abril | Walter Ormeño          |
| Pacífico FC SMP         | Josué Castells (1-10 Regional)      | 18 de junio | Mutuo acuerdo      | 7° G2  | Mauro Reyes            | 19 de junio | Cultural Volante       |
| Deportivo Municipal (P) | José Ramírez (Sin debut)            | 10 de abril | Mutuo Acuerdo      | -      | Sandro Pizzali         | 19 de abril | Sport Bolognesi        |
| Deportivo Municipal (P) | Sandro Pizzali (1-8 Regional)       | 12 de abril | Mutuo Acuerdo      | 9° G3  | Percy Maldonado        | 12 de abril | Atlético Torino        |
| Def. José María Arg.    | Guillermo Esteves (Sin debut)       | 14 de abril | Mutuo Acuerdo      | -      | Roberto Holsen         | 16 de abril | San Andrés de Runtu    |
| Centro Social           | Duilio Cisneros (Sin debut)         | 14 de abril | Renuncia           | -      | Jean Solano (INT)      | 21 de abril | Debut como entrenador  |
| Centro Social           | Jean Solano (1-3 Regional)          | 12 de mayo  | Fin de interinidad | 9° G2  | Mario Rodríguez        | 13 mayo     | Municipal Mariategui   |
| Centro Social           | Mario Rodríguez (1-15 Regional)     | 15 de julio | Mutuo acuerdo      | 7° G2  | Jean Solano (INT)      | 15 de julio | Debut como entrenador  |
| Cultural Volante        | Gustavo Roverano (Sin debut)        | 22 de abril | Mutuo Acuerdo      | -      | Jhoni Salazar (INT)    | 23 de abril | Debut como entrenador  |
| Cultural Volante        | Jhoni Salazar (INT) (1-2 Regional)  | 4 de mayo   | Fin de interinidad | 2° G1  | Mauro Reyes            | 5 mayo      | Ecosem Pasco           |
| Cultural Volante        | Mauro Reyes (3-10 Regional)         | 16 de junio | Mutuo acuerdo      | 8° G1  | Jhoni Salazar (INT)    | 17 de junio | Cultural Volante       |
| Cultural Volante        | Jhoni Salazar (INT) (11 Regional)   | 17 de junio | Mutuo acuerdo      | 8° G1  | Edson Ojeda            | 23 de junio | ASA FC Chancay         |
| ADT II                  | Leonardo Rojas (1 Regional)         | 1 de mayo   | Mutuo acuerdo      | 2° G3  | Orlando Romero         | 5 de mayo   | Debut como entrenador  |
| ADT II                  | Orlando Romero (2-11 Regional)      | 25 de junio | Mutuo acuerdo      | 4° G3  | Leonardo Rojas         | 26 de junio | ADT                    |
| Ecosem Pasco            | Mauro Reyes (1-2 Regional)          | 5 de mayo   | Renuncia           | 8° G3  | José Hermitaño (INT)   | 6 de mayo   | Sociedad Tiro N°28     |
| Ecosem Pasco            | José Hermitaño (INT) (3-7 Regional) | 2 de junio  | Despido            | 5° G3  | Carlo Tinoco           | 5 de junio  | Lawn Tennis FC         |
| Amazon Callao           | Anthony Portocarrero (1-2 Regional) | 8 de mayo   | Mutuo acuerdo      | 1° G2  | Germán Pinillos        | 9 de mayo   | Sport Boys II          |
| Amazon Callao           | Germán Pinillos (3-12 Regional)     | 30 de junio | Mutuo acuerdo      | 9° G2  | Alvaro Bonelli         | 2 de julio  | Academia Cantolao II   |
| Deportivo Lute          | Moisés Cabada (1-5 Regional)        | 18 de mayo  | Despido            | 8° G1  | Gustavo Roverano       | 19 de mayo  | Cultural Volante       |
| Diablos Rojos           | Juan Malpica (1-5 Regional)         | 23 de mayo  | Despido            | 9° G4  | Giancarlo Arfinengo    | 24 de mayo  | Debut como entrenador  |
| Sport Huancayo II       | Ronal Céliz (1-6 Regional)          | 24 de mayo  | Despido            | 7° G3  | Pedro Garay            | 4 de junio  | Debut como entrenador  |
| Juventud Santo Domingo  | Martín Dall'Orso (1-6 Regional)     | 25 de mayo  | Despido            | 10° G2 | Ronny Revollar         | 26 de mayo  | Nuevo San Cristóbal    |
| Nuevo San Cristóbal     | Ronny Revollar (1-6 Regional)       | 26 de mayo  | Renuncia           | 7° G3  | Fernando Sánchez (INT) | 27 de mayo  | Debut como entrenador  |
| Nuevo San Cristóbal     | Fernando Sánchez (INT) (7 Regional) | 14 de junio | Fin de Interinidad | 7° G3  | David Escudero         | 15 de junio | Unión Tarapoto FC      |
| Deportivo Municipal     | Adrián Celis (1-13 Regional)        | 5 de julio  | Mutuo acuerdo      | 6° G2  | César Charún (INT)     | 5 de julio  | Cobresol FBC II        |
| Estudiantil CNI         | Emilio Montani (1-13 Regional)      | 7 de julio  | Mutuo acuerdo      | 3° G2  | Abel Lobatón (INT)     | 8 de julio  | Debut como entrenador  |
| Estudiantil CNI         | Abel Lobatón (INT) (14-18 Regional) | 4 de agosto | Oficialización     | 2° G2  | Abel Lobatón           | 5 de agosto | Estudiantil CNI        |
| Juventud Cautivo        | Roberto Cornejo (1-14 Regional)     | 9 de julio  | Mutuo acuerdo      | 3° G1  | Yimi Chuyes            | 9 de julio  | Debut como entrenador  |
| Juan Aurich             | Roger Ushiñahua (1-14 Regional)     | 10 de julio | Mutuo acuerdo      | 5° G1  | Carlos Cortijo         | 10 de julio | Santa Elena Sumpa      |
| UDA                     | Duilio Cisneros (1-16 Regional)     | 23 de julio | Mutuo acuerdo      | 6° G3  | Oseias de Souza        | 23 de julio | Los Chankas II         |